# Lumières portugaises

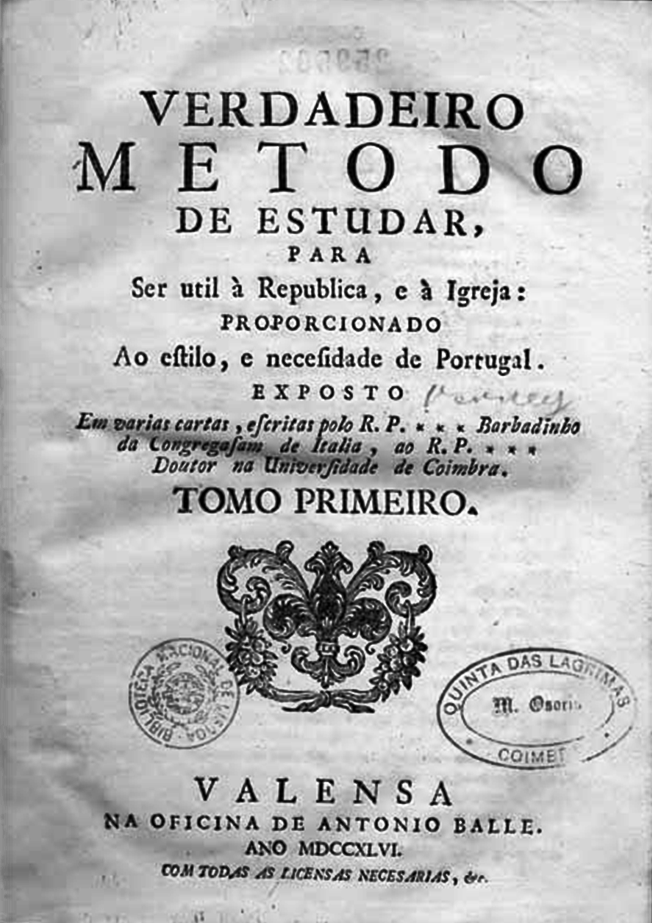
Première page de la première édition du "Verdadeiro Método de Estudar" (Valence, 1746), de Luís António Verney, généralement considéré comme l'un des représentants les plus actifs des Lumières portugaises.

Les Lumières portugaises, appelées Iluminismo en portugais, sont la contribution intellectuelle du Portugal au mouvement des Lumières. Le mouvement des lumières portugaises s'enracine dans une tradition ancienne de pensée critique, de recherches scientifiques et d'ouverture sur le monde héritée du Moyen Âge. Cette tradition commence essentiellement à l'époque du Gharb al-Ândalus et de la Reconquista, avec les influences arabo-berbères dans les domaines des sciences et techniques, et l'émergence d'une littérature satirique précoce. Puis elle connaît son apogée à l'époque des Découvertes portugaises, à l'occasion desquelles des progrès techniques considérables provoquent une révolution dans le domaine scientifique, avec l'exploration de mondes nouveaux.
Les premières manifestations des Lumières portugaises émergent de façon remarquablement précoce dans la seconde moitié du XVIIe siècle. Elles connaissent leur apogée dans la sphère politique dans la seconde moitié du XVIIIe siècle, sous le marquis de Pombal, Premier ministre du roi Joseph Ier (1750-1777) et despote éclairé.
Malgré leur caractère singulier et novateur, les Lumières portugaises des XVIIe et XVIIIe siècles sont d'une façon générale peu connues à l'étranger du fait de la situation géographique et politique du pays, situé en périphérie de l'Europe occidentale et tourné prioritairement vers son Empire dans l'Atlantique. Cette méconnaissance des philosophes portugais s'explique peut-être aussi par leur faible impact sur leur propre population, largement analphabète à l'époque, par la puissance de l'Inquisition portugaise, qui condamne pratiquement tous les philosophes et scientifiques portugais de l'époque, par la politique de neutralité du Portugal sur le vieux continent, par la perte de vitesse en Europe de la langue portugaise à la suite de l'Union ibérique, par le faible rayonnement culturel en Europe au XVIIIe siècle de la cour portugaise, absolutiste et très catholique, et par le poids dominant de la France et des Lumières françaises dans l'ensemble du mouvement européen.

## Une tradition de pensée scientifique et critique ancienne

### La révolution de la pensée issue des Découvertes portugaises
Historiquement, la philosophie et les sciences modernes européennes doivent énormément au Portugal. En mettant le vieux continent face à des mondes nouveaux aux XVe et XVIe siècles, abondamment décrits dans les œuvres des écrivains-voyageurs portugais du XVIe siècle (qui sont très lues à l'époque), les Découvertes portugaises amènent une matière à réflexion nouvelle déterminante pour la société portugaise et l'ensemble des pays européens. Touchant d'abord les Portugais, elles permettent une révolution des sciences, en particulier dans les domaines de la navigation, de l'astronomie, de l'armement, de la géographie physique et humaine, de la cartographie, de l'anthropologie, de la botanique, de la médecine et les sciences pharmaceutiques et médicales.

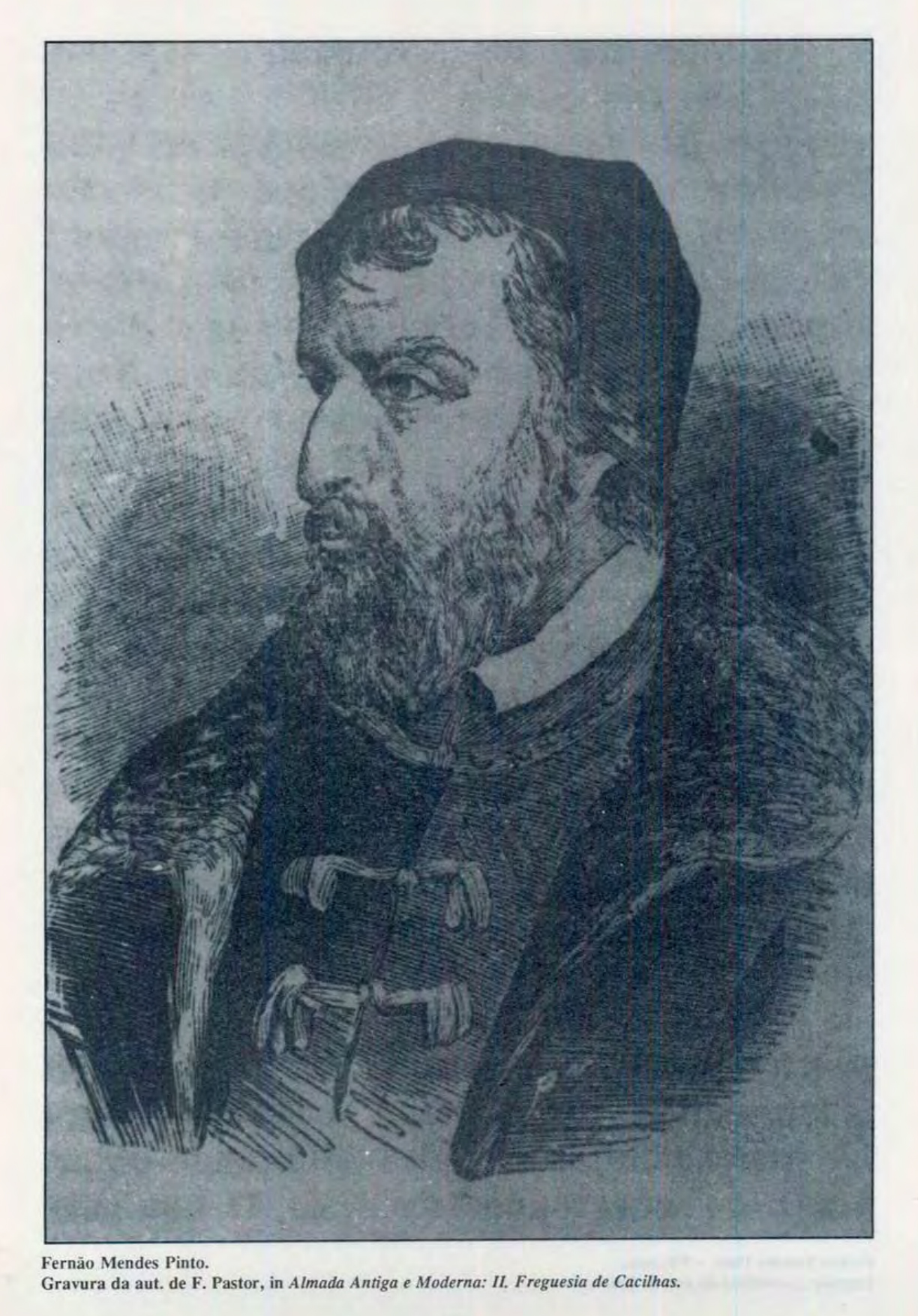
L'aventurier Fernão Mendes Pinto.

Elles amènent également par contrecoup l'émergence au Portugal et en Europe d'une réflexion comparatiste et relativiste excentrée de la Chrétienté occidentale, avec un regard extérieur sur le comportement des Européens, présent dès le XVIe siècle dans la Pérégrination de Fernão Mendes Pinto, l'émergence du concept de « bon sauvage », perceptible chez Pero Vaz de Caminha, puis repris abondamment par les philosophes européens, par exemple dans le mythe Des Cannibales chez Montaigne et dans l'idée « d'état de nature » de Hobbes et Rousseau, et enfin avec une réflexion autour d'une possible société idéale nouvelle, avec notamment la Nouvelle Atlantide de Francis Bacon (dont l'action se situe dans le Pacifique, dans la zone d'influence du Portugal au XVIe siècle).
Parmi les philosophes et scientifiques portugais de la Renaissance, on peut citer l'historien et philosophe Damião de Góis (1502-1574), le médecin et philosophe Samuel da Silva, le mathématicien et cartographe Pedro Nunes (1502-1578), l'astronome et mathématicien Abraham Zacuto (1450-1515), ou encore le mathématicien, cosmographe et navigateur Martim Afonso de Sousa (1500-1564). À côté de la philosophie, de la cartographie, des sciences nautiques et des mathématiques, la médecine connaît également un développement important. Dans sa Suma Oriental, écrite lors de son séjour à Malacca entre 1512 et 1515, l'apothicaire spécialiste en pharmacopée exotique Tomé Pires (1465-1524) dresse un immense tableau du pourtour de l'océan Indien et du Pacifique, dans lequel il décrit notamment en détail les drogues médicinales de l'Orient et les médecines asiatiques. De la même façon, avec son Colóquio dos simples e drogas e coisas medicinais da Índia, publié à Goa en 1563, le médecin Garcia de Orta (1501-1568) est un auteur pionnier dans les domaines de la botanique, de la pharmacologie, de la médecine tropicale et de l'anthropologie. Enfin, le médecin et naturaliste portugais Cristobal Acosta (1515 - 1594) est également considéré comme un pionnier de l'étude des plantes originaires de l'Orient, en particulier dans leur utilisation en Pharmacologie. Avec l'Apothicaire Tomé Pires et Garcia da Orta, il est l'un des noms majeurs de la médecine indo-portugaise.

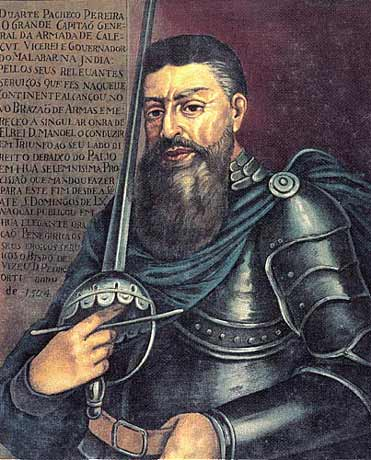
Le capitaine et cosmographe Duarte Pacheco Pereira.

Incarnation de la pensée nouvelle issue de la Découverte de l'Orient au XVe siècle, le capitaine et cosmographe Duarte Pacheco Pereira met en avant l'intérêt de « l'expérience pratique des choses » dans son Esmeraldo de Situ Orbis, vaste routier et description géographique, anthropologique, cosmographique et historique du monde connu : « L'expérience, qui est mère des choses, nous détrompe et nous enlève les doutes ». Ce faisant, il promeut l'intérêt des démarches empiriques pour dépasser « les croyances » et la seule raison un siècle avant Thomas Hobbes et deux siècles avant John Locke et David Hume. Aux XVe et XVIe siècles, la cohabitation au Portugal de trois religions, le judaïsme, l'islam et le christianisme, puis la conversion forcée des juifs et la politique de persécution de l'Inquisition portugaise, font également émerger un mouvement de réflexion sur la tolérance, incarné par l'un des précurseurs de Spinoza, le philosophe judéo-portugais Uriel Acosta (1585-1640), avec son Exemplar humanae vitae. Bien que né à Amsterdam, Spinoza (1632-1677) lui-même, fils de juifs portugais, doit beaucoup à ces problématiques dans sa réflexion et son travail. Ce mouvement, qui s'articule par la suite autour de la question brûlante des chrétiens-nouveaux, se prolonge jusqu'au XVIIIe siècle, notamment dans l’œuvre d'Antonio Nunes Ribeiro Sanches (1699-1783), et encore jusqu'aux XIXe et XXe siècles, par notamment chez l'essayiste Teófilo Braga (1843-1924).
Preuve de l'avance scientifique du Portugal sur le reste de la Chrétienté pendant la Renaissance, alors que Galilée se débat encore au XVIIe siècle à Rome pour prouver que la terre tourne autour du soleil, les navigateurs et les cosmographes portugais ont entériné depuis plus de 100 ans cette donnée pratique héritée des Arabes dans leur enseignement de la navigation astronomique, qu'ils transmettent dans toutes les écoles du pays. Un nombre considérable de mots portugais, les lusitanismes, basculent à l'époque dans la langue française pour décrire les réalités nouvelles auxquelles les Portugais sont confrontés en Afrique, en Asie et en Amérique. D'une façon générale, les secteurs moteurs des Découvertes portugaises posent les grandes lignes du développement scientifique et fixent les domaines de pointe au Portugal pour les quatre à cinq siècles qui suivent : mathématiques, cartographie, sciences nautiques, armement, anthropologie, médecine, pharmacopée et botanique.

### Pensée critique et transmission des savoirs au Portugal pendant la Renaissance

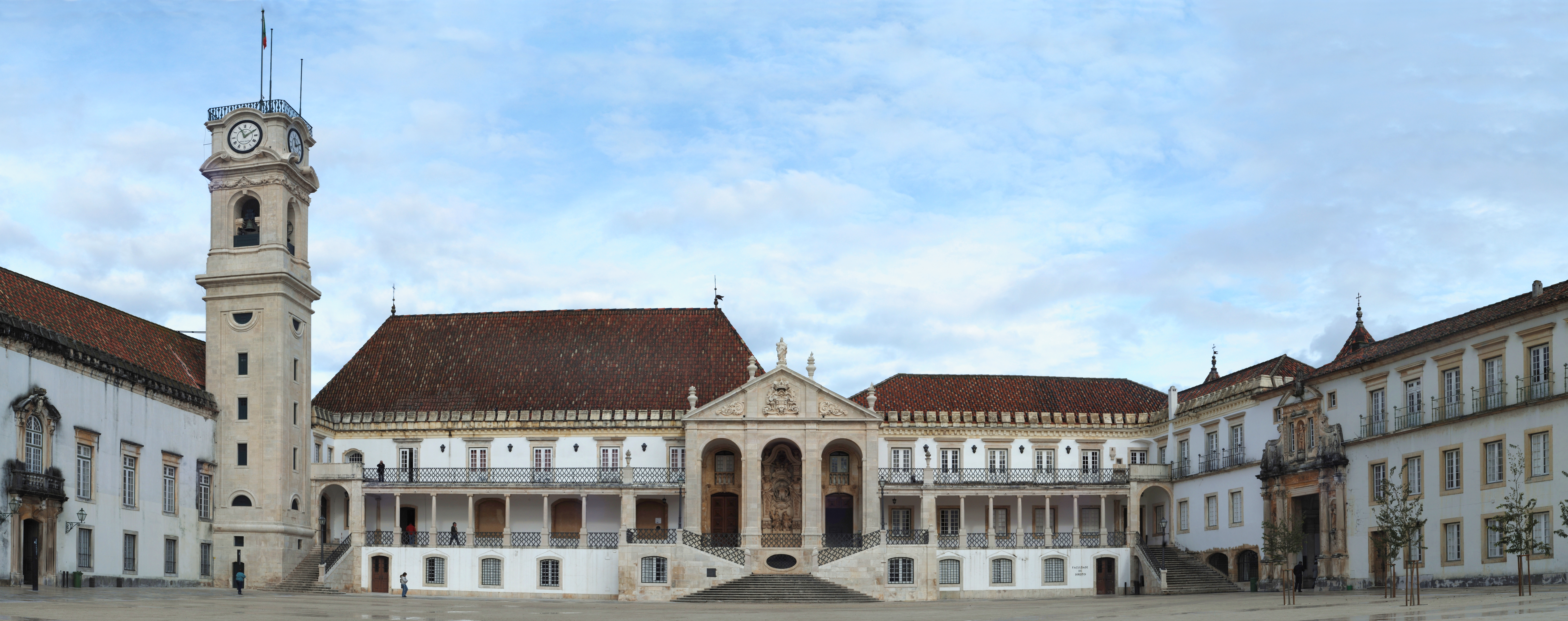
Cour de l'université de Coimbra.

À côté du mouvement scientifique et de réflexion issu de la Reconquista et des Découvertes, quatre traditions propres au Portugal contribuent à l'existence et au développement de la pensée critique dans le pays depuis le Moyen Âge. D'une part, il existe au Portugal une littérature satirique populaire ancienne, enracinée dans la satire des trouvères du Moyen Âge (cantigas de escarnio e maldizer), avec des ouvrages et des libelles parfois anonymes remportant d'immense succès, qui permettent de contourner les interdictions de l'Inquisition ou de la Monarchie. À titre d'exemple, on peut citer le livre Arte de Furtar, « l'Art de Dérober », monument de prose baroque précurseur des Lumières, attribué au jésuite Manuel da Costa (1601-1667) dénonçant avec humour, sous couvert d'établir un nouvel Art académique, mais de façon extrêmement féroce, les dysfonctionnements de l’État et de la société portugaise.
D'autre part, il existe dans la société portugaise une tradition de rapports administratifs et de textes de consultation de la haute noblesse expérimentée (ayant eu des charges de commandement sur le terrain), commandés par la Couronne, permettant d'améliorer le fonctionnement de l'administration et de l’État. Ces textes, au ton relativement libre, sont parfois remarquablement critiques. Le but de la Monarchie, pragmatique, est de fluidifier les décisions, d'optimiser le fonctionnement de l'administration et de prendre des décisions politiques et militaires adaptées aux réalités, conformes à la logique, en concertation avec ses élites. On retrouve la même tradition de rapports écrits et de suggestions critiques au sein de la Compagnie de Jésus, parrainée par l’État portugais dans le cadre du padroado. Cette tradition est, entre autres, à l'origine de l'immense masse d'archives portugaises entreposées actuellement dans la Torre do Tombo servant de base aux historiens travaillant sur toutes les parties du monde où les Portugais se sont rendus.
Autre élément important, le Portugal dispose tout au long du Moyen Âge et de la période Moderne d'une tradition académique ancienne et bien organisée. Fondé au XIIIe siècle, l'Estudo Geral de Coimbra est l'une des plus anciennes structures universitaires d'Europe. À côté de l'enseignement supérieur tenu et géré par les jésuites, à partir de la fondation de l'École de Sagres au début du XVe siècle par le prince Henri le Navigateur, et jusqu'à l'Union des Couronnes ibériques en 1580, l’État portugais a le souci d'organiser des écoles scientifiques et des centres de recherche visant à transmettre et améliorer les connaissances cartographiques, les techniques de navigation, de combat et les infrastructures du pays. Les guildes de maîtres artisans spécialisés dans la construction navale transmettent oralement des savoirs complexes dont il n'a pas encore été possible de reconstituer à ce jour toutes les subtilités. Bien que très indépendants de la Couronne, les grands nobles sont formés au commandement dans des écoles royales, avec des enseignements théoriques et pratiques. Jusque dans la seconde moitié du XVIe siècle, le roi Sébastien Ier a encore soin d'améliorer la formation de la haute noblesse militaire, affectée au commandement des flottes, des places fortes et des troupes dans l'Empire.
Enfin, héritage de leur immense épopée maritime, les Portugais ont dès le XVIe siècle, toutes classes sociales confondues, une tradition de rédaction d'Itinéraires, de Routiers ou de Mémoires permettant la mutualisation des expériences de vie, avec des regards parfois très critiques sur l’État ou la société portugais, ou l'action des Portugais dans leur Empire. Certaines de ces œuvres, écrites dans un style très libre et souvent captivant, figurent parmi les plus importants témoignages et œuvres autobiographiques des XVe et XVIe siècles.

### Le frein de l'Inquisition et l'Union ibérique
Au milieu du XVIe siècle, ce mouvement littéraire, intellectuel et scientifique connaît un coup d'arrêt sous l'influence de deux phénomènes. Le développement de l'Inquisition portugaise tout au long des XVIe et XVIIe siècles provoque la fuite d'innombrables juifs portugais à l'étranger, privant le pays d'une partie de son élite intellectuelle. Parmi les penseurs et philosophes issus de la diaspora juive portugaise, on peut citer le philosophe Baruch Spinoza, dont les deux parents sont portugais, le savant et polyglotte Jacob Rodrigue Pereire, né à Peniche, au Portugal, et plus tard l'économiste David Ricardo. L'organisme soumet par ailleurs les ouvrages publiés par des chrétiens dans le pays à une censure très stricte, et impose un carcan moral au pays à partir du règne de Jean III (1521-1557).

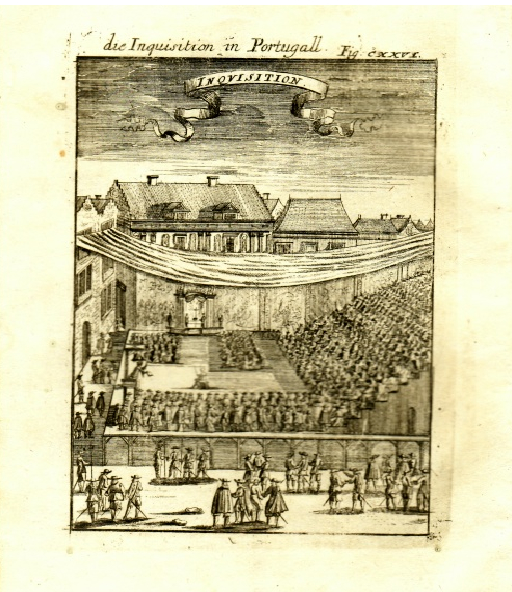
Gravure L'Inquisition au Portugal, 1685.

L'Union des deux couronnes ibériques et le déplacement de la cour royale à Madrid (1580-1640) portent un autre coup très rude à la pensée, à la littérature et aux arts portugais, en les privant de financement royal sur le sol national, et en reléguant la langue et la culture portugaises au second rang à la cour derrière la langue et la culture castillanes. Le déplacement du centre de gravité politique du pays vers Madrid contribue au Siècle d'or espagnol, mais appauvrit considérablement pendant 60 ans la vie intellectuelle au Portugal, en privant le pays de beaucoup de ses écrivains et artistes, qui rejoignent le roi Philippe Ier de Portugal et ses successeurs, peignent pour l'Espagne ou écrivent la majeure partie de leurs œuvres en castillan.
João Rodrigues da Silva, le père du peintre Diego Vélasquez, est par exemple un Portugais originaire de Porto parti vivre en Espagne pendant l'Union Ibérique. Seuls quelques écrivains portugais produisent alors une œuvre notable en langue portugaise, comme le Portugais Francisco Rodrigues Lobo (1578-1622).

## Les Lumières au Portugal, l'Iluminismo

### Les philosophes des Lumières au Portugal.
Le mouvement de réflexion philosophique, politique et économique associé aux Lumières est précoce au Portugal. Appelé Iluminismo, il prend ses racines dans la Restauration d'une dynastie nationale en 1640 et le retour de la cour à Lisbonne, au milieu du XVIIe siècle, qui provoque une réflexion au sein des élites destinée à améliorer l'état et l'organisation du pays et de la société. Il est probablement d'autant plus libre et vigoureux pendant les premières décennies qu'il se confond inconsciemment avec un bilan critique des conséquences de l'Union ibérique. Les prémices du mouvement commencent dès l'époque baroque. 

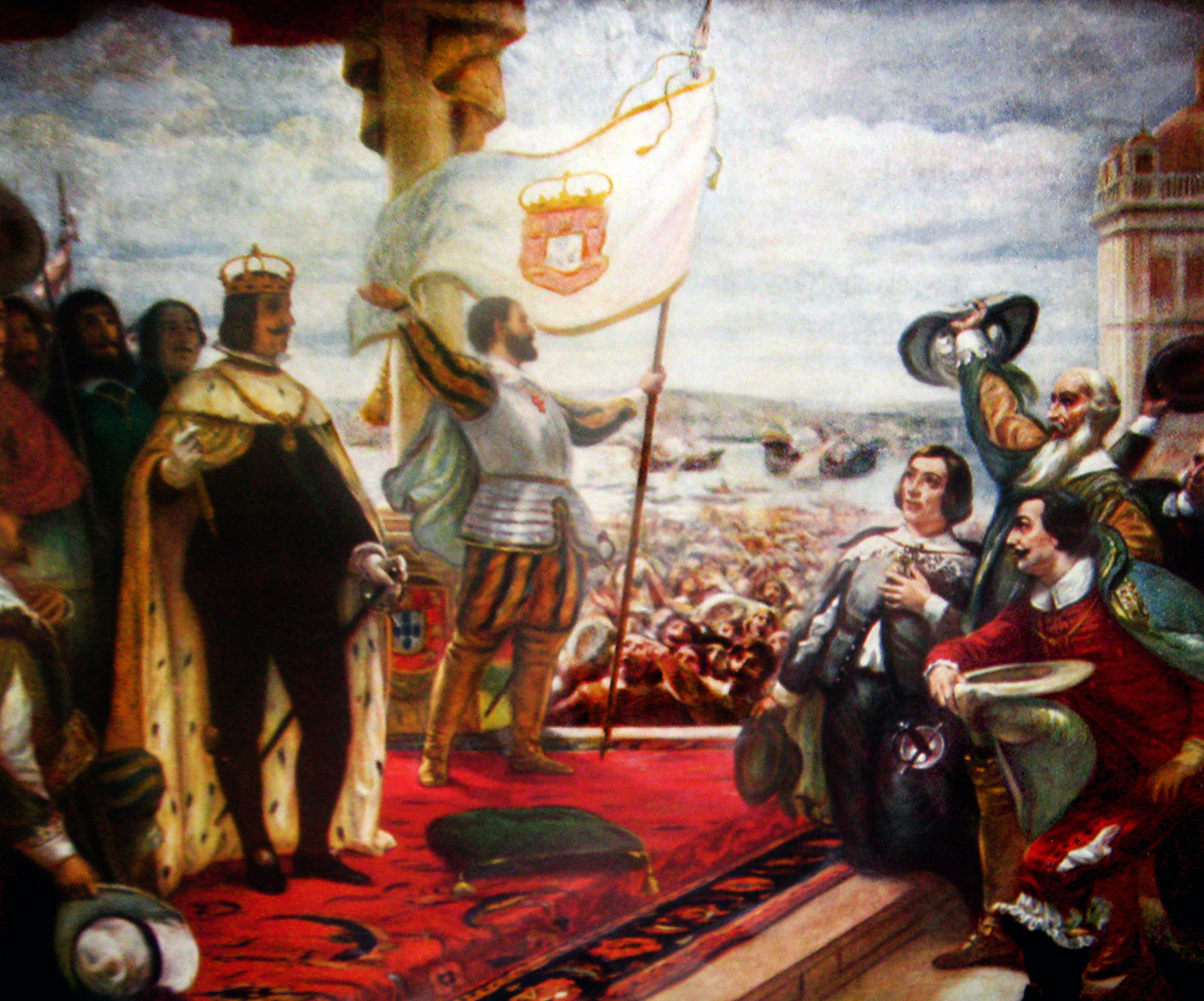
En restaurant une dynastie nationale sur le trône de Portugal et en ramenant la cour à Lisbonne en 1640, le roi Jean IV permet le renouveau de la pensée critique et des sciences portugaises.

#### Les hommes d’État et les diplomates
Parce qu'ils sont éduqués, qu'ils disposent de données chiffrées et de points de comparaisons extérieurs, les diplomates et les hommes d’État, souvent issus de l’aristocratie, ont une part importante dans renouveau de la pensée critique au Portugal. Dès la seconde moitié du XVIIe siècle, le diplomate et économiste Duarte Ribeiro de Macedo (pt) (1618-1680) présente des idées économiques libérales dans son Discurso sobre a introdução das Artes no Reino (1675) annonçant les idées et les concepts des Physiocrates et des économistes classiques : « L'argent dans les royaumes a la même qualité que le sang dans le corps, celle d'alimenter toutes ses parties ; et pour l'alimenter, il faut qu'il soit en perpétuelle circulation, de sorte qu'il ne s'arrête si ce n'est pas la ruine entière du corps. »
À la fin du XVIIe et au début XVIIIe siècle, le diplomate et penseur José da Cunha Brochado (1651-1733) dresse dans ses Cartas et ses Memorias un tableau critique comparatif sans concessions de la société portugaise, et plaide pour une réforme généralisée du système d'enseignement permettant la formation d'élites compétentes et une élévation du niveau culturel de la population,. En 1734, l'ancien gouverneur de l’État de Minas Gerais Martinho de Mendonça de Pina e de Proença (pt) (1693-1743) systématise des idées nouvelles dans le domaine de l'éducation, proches de celles de John Locke, dans son ouvrage Apontamentos para a educação de um menino nobre, publié à Lisbonne. Nommé Bibliothécaire de la Maison royale à son retour à Lisbonne, il met à profit son expérience de terrain au Brésil et laisse également une œuvre importante dans le domaine de l'historiographie minière.

##### Luís da Cunha (1662-1749)
Vers la même époque, l'homme d’État, ministre plénipotentiaire et diplomate  Luís da Cunha (pt) (1662-1749) présente une série de réflexions novatrices sur le Portugal et l'Europe. Il analyse très finement les conséquences positives du calvinisme en France, tout en s'attaquant au « niveau de sordide » des sacerdotes catholiques portugais. Reprenant une idée du père jésuite Antonio Vieira, il présente un projet de transfert de la cour portugaise vers le Brésil, nouveau centre de gravité de l'Empire. Considérant le Brésil comme la véritable « Nouvelle Frontière » portugaise, il plaide pour une politique d'expansion et de peuplement très libre du territoire américain, par des étrangers soumis à la Couronne, toutes confessions religieuses confondues. Lors d'un échange épistolaire avec son souverain Joseph Ier, il désigne comme hommes « de bonne vision pour l'assister dans le gouvernement » Gonçalo Manuel Galvão de Lacerda, et surtout Sebastião José de Carvalho e Melo, le futur marquis de Pombal, qu'il décrit comme un homme « ayant le sens des réalités, prudent lorsqu'il formule des projets mais déterminé dans leur ferme exécution », idéal pour les « affaires du Royaume » (pasta do Reino).
Dans son long Testament politique (1747), qui fait la synthèse de ses idées, Da Cunha traite d'une multitude de questions, politiques, économiques, militaires, judiciaires, sociétales, avec des réflexions sur l'organisation de la famille, la position géopolitique des nations, la réforme de la justice, etc. Farouche défenseur de la liberté religieuse, il mène une violente charge contre l'Inquisition, pour la défense des juifs et des chrétiens nouveaux au Portugal. Il analyse très finement le système de gouvernance mis en place par Louis XIV à Versailles, qui sape l'autorité réelle de la noblesse en l'enfermant dans une micro-société de luxe déracinée des réalités de terrains. En économie, il défend la baisse des importations des produits alimentaires et de luxe, et la relance de la production nationale, notamment dans le domaine agricole. Plaidant pour l'autonomisation du Portugal par rapport au conflit commercial franco-anglais, il défend aussi de façon latente une révision du système commercial et douanier portugais, et notamment du traité de Methuen, défavorable à l'économie portugaise, auparavant plus compétitive dans tous les domaines que l'économie anglaise.
Bien qu'il n'ait circulé que par le biais de copies manuscrites, son testament politique est l'une des œuvres politiques les plus lues et connues au Portugal dans la seconde moitié du XVIIIe siècle. Présenté pour la première fois dans la presse en 1815 dans l'Observador Português, journal portugais publié à Londres, il est publié en livre en 1820, puis réédité en 1943 par la « Seara Nova », avec une édition brésilienne en 1960. Dans l'ensemble de ses écrits, Da Cunha laisse transparaître les fondements du « despotisme éclairé », typique du siècle des Lumières, dont son protégé et successeur Sebastião José de Carvalho e Melo est le plus grand représentant au Portugal.

##### Matias Aires Ramos da Silva Eça (1705-1763)
À côté des projets de réforme politiques, économiques ou pédagogiques élaborés par des hommes d’État, des œuvres littéraires commencent également à déborder sur les domaines de la philosophie politique ou de la psychologie. Dans ses Reflexões sobre a Vaidade dos Homens, œuvre monumentale baroque en 163 fragments publiée en 1752, le penseur et érudit Matias Aires Ramos da Silva Eça (1705-1763), un haut fonctionnaire de la Casa da Moeda de Lisbonne, développe une série de considérations novatrices sur la psychologie humaine, notamment sur la solitude, les mécanismes de la peur, de la vanité, et sur les phénomènes de transfert psychologique. À la noblesse de sang, « la plus grande mécanique que la vanité des hommes ait jamais inventée », « il oppose le mérite ». Dans le même ouvrage, il développe trois ans avant la publication du Discours sur les origines et les fondements de l'inégalité de Rousseau des idées révolutionnaires sur l'abolition de la propriété privée.

#### Le rôle singulier des jésuites

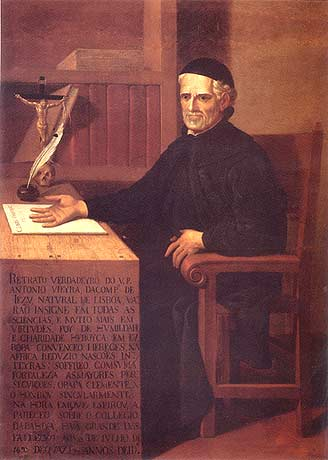
Le père António Vieira.

Du fait de leur place centrale dans l'enseignement et de leur puissance dans l'Empire portugais, les jésuites participent également de façon déterminante à la naissance du mouvement. Depuis la Renaissance jusqu'à son expulsion par Pombal en 1759, la Compagnie de Jésus a le monopole institutionnel de la production et de la transmission du savoir au niveau de l’enseignement supérieur. Cela explique le rôle singulier des jésuites dans le renouveau de la pensée critique au Portugal après 1640 et dans l'émergence des Lumières. En 1652, le livre Arte de Furtar, « l'Art de Dérober », monument de prose baroque précurseur des Lumières attribué au jésuite Manuel da Costa (1601-1667) dénonce avec humour et ironie, sous couvert d'établir un nouvel Art académique, mais de façon extrêmement féroce, les dysfonctionnements de l’État et de la société portugaise.
Pendant la seconde moitié du XVIIe siècle, le père jésuite Antonio Vieira (1608-1697) adresse des critiques virulentes à la société portugaise du Brésil et de Métropole dans ses innombrables Sermons, ses livres, ses écrits et ses lettres, œuvre monumentale de plus de 20 000 folios et pages manuscrites, qui débordent sur la sphère politique, avec notamment une défense de l'égalité entre les Blancs et les Noirs. Ses positions en faveur des droits humains des peuples indigènes du Brésil ainsi qu'en faveur des Juifs, et sa critique de l'esclavage et de l'Inquisition, témoignent de l'aspect progressiste et révolutionnaire de sa pensée. Dans son livre História do Futuro, il élabore le concept messianique et millénariste du « Cinquième Empire » (Quinto Império), qui se prolonge jusqu'au XXe siècle, prenant notamment une place importante dans l’œuvre poétique de Fernando Pessoa.
Dans un domaine plus scientifique et anthropologique, le professeur de philosophie et de théologie jésuite António Cordeiro (1641-1722), originaire des Açores, est l'auteur de travaux très approfondis sur l'histoire des îles portugaises de l'Atlantique. Dans son livre précurseur, la Historia Insulana, publié à Lisbonne en 1717, il est le premier à présenter un projet de gouvernement autonome pour l'archipel des Açores, prenant en compte ses particularités géographiques et humaines.
Élément moteur, les jésuites servent aussi de repoussoir. Dès la fin du XVIIe siècle, des penseurs s'élèvent contre la scolastique particulière qu'ils pratiquent à l'université de Coimbra, appelée « seconde scolastique », fondée sur le commentaire suivi des principaux textes d'Aristote. Dans le domaine de la logique et des sciences exactes, vers le milieu du XVIIIe siècle, dans sa Logica Racional, Geométrica e Analitica, publiée en 1744, l'ingénieur militaire et philosophe Manuel de Azevedo Fortes (pt) (1660-1748) critique l'obscurantisme des manuels de logique scolastique existants. Introduisant deux concepts nouveaux, il distingue la « logique naturelle », l'inné, orientée vers l'étude de nos capacités naturelles à comprendre, juger et discourir, de la « logique artificielle », l'acquis, destinée à améliorer les opérations de l'intellect.

#### Les philosophes, penseurs et scientifiquesestrangeirados
Hors du pays, tout au long du XVIIIe siècle, pendant la période des Lumières européennes, les philosophes portugais Luís António Verney (pt) (1713-1792), Antonio Nunes Ribeiro Sanches (1699-1783), Francisco Xavier de Oliveira (pt) (1702-1783) sillonnent l'Europe et contribuent à l'évolution des mentalités avec leurs traités de philosophie, de médecine et de pédagogie, insistant particulièrement sur la formation des nouvelles générations au Portugal. À l'instar de Rousseau, Voltaire et Diderot, les estrangeirados sont des philosophes itinérants, parfois proches des grands souverains européens, dont les voyages nourrissent les réflexions et les œuvres.

##### Luís António Verney (1713-1792)

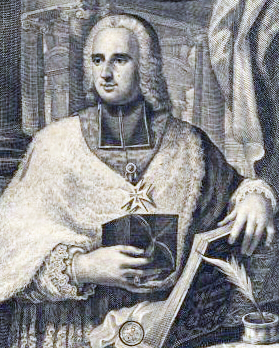
Luís António Verney.

Seize ans avant la publication de l’Émile de Rousseau, dans son œuvre Verdadeiro Método de Estudar, publiée à Valence en 1746, le philosophe Luís António Verney défend un enseignement basé sur les réalités concrètes et l'expérience, une instruction élémentaire universelle et publique sans distinction de sexe et de classe, entièrement financée par la Couronne, et une réforme en profondeur de l’État. Plus tard, dans huit longues Lettres (Cartas) écrites en exil en latin à un fonctionnaire du Secrétariat des Affaires Étrangères, Verney développe ses idées les plus radicales. Il explique notamment que les rois ne sont pas propriétaires, mais simplement administrateurs de leur royaume, et que leur autorité n'est justifiée que par le progrès matériel et spirituel qu'ils apportent aux peuples. Il théorise l'idée de gouvernement ministériel, qu'il justifie par « l'incapacité d'un seul homme de tout voir par lui-même ». Dans le domaine religieux, Verney prêche la tolérance, la règlementation laïque de l'Inquisition, la simplification de la censure, la fin des autodafés, des procès secrets et délations pour judaïsme et des condamnations « dérisoires » pour « pacte avec le diable », afin d'instaurer la paix civile et de conserver dans le pays les élites intellectuelles et économiques. Au niveau économique, il préconise le déblocage et la baisse des taux du crédit à la petite agriculture et à l'industrie, des mesures pour restreindre la taille et l'influence des grandes propriétés foncière du clergé, ainsi qu'une réforme de la justice et la laïcisation du système d'enseignement jusque là aux mains des jésuites. Il demande également la généralisation de l'enseignement primaire, même dans les villages les plus reculés. Précurseur de Tocqueville, il suggère la mise en place de mesure législatives encourageant la constitution d'associations et de corps afin d'assurer la cohérence sociale dans une société en mutation tant du point de vue économique que social. Enfin, il demande des mesures législatives pour décourager les préjugés de lignage et racistes alors fréquents au sein des élites portugaises.

##### António Nunes Ribeiro Sanches (1699-1783)

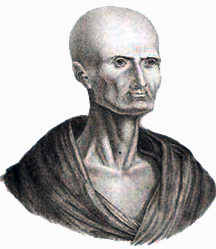
Ribeiro Sanches.

Au terme d'une carrière l'ayant conduit de Coimbra à Salamanque, Londres, Leyde, Saint-Pétersbourg et finalement Paris, en 1760, le médecin-philosophe Antonio Nunes Ribeiro Sanches publie son œuvre majeure, les Cartas sobre a Educação da Mocidade. Elle est l'inspiratrice la plus directe de la création du Collège des Nobles au Portugal (même si ce point n'est traité qu'à la fin du livre). Dans ses Lettres, Ribeiro Sanches défend l'égalité politique et civique entre tous les citoyens. Inscrivant sa pensée dans le prolongement de Saint Thomas d'Aquin, des théologiens espagnols des XVIe et XVIIe siècles Francisco Suárez et Juan de Mariana, de Las Casas et des communeros de 1520-1521, il fonde la souveraineté royale et l'organisation de la société sur la théorie d'un pacte entre le souverain et ses sujets. D'après lui, les sujets scellent leur pacte avec des Rois. Si ceux-ci manquent à leur parole, les sujets sont libres de se gouverner comme bon leur semble. À la différence de Hobbes, Locke et Rousseau, pour Ribeiro Sanches, l'autorité vient de Dieu, mais par l'entremise du peuple. C'est avec cette vision des choses qu'il convient de lire les textes et étudier les actions des précurseurs « éclairés » et des Insurgents brésiliens et portugais (des Cortes de 1822) qui balancent entre Saint Augustin et Joachim de Flore, tout en honnissant le peuple français, « fugitif de la religion, idolâtre de l'impiété ». D'un point de vue institutionnel, Ribeiro Sanches oppose la « monarchie gothique », dont les monarchies ibériques sont selon lui les derniers vestiges, à la « monarchie moderne », basée sur « le travail et l'industrie ». À l'instar de Verney, il considère que pour la mise en place d'une telle monarchie, il faut rendre légalement aliénables les terres attribuées aux familles nobles et aux institutions ecclésiastiques, supprimer les services et les banalités féodaux, instaurer le libre-échange économique interne, abolir l'esclavage, les discriminations religieuses et raciales, et fonder le progrès sur la base de la concurrence et de l'intérêt individuel. Libéral avant l'heure, et annonçant la théorie de la main invisible d'Adam Smith, selon lui, « le commerce amène avec lui la justice, l'ordre et la liberté ».

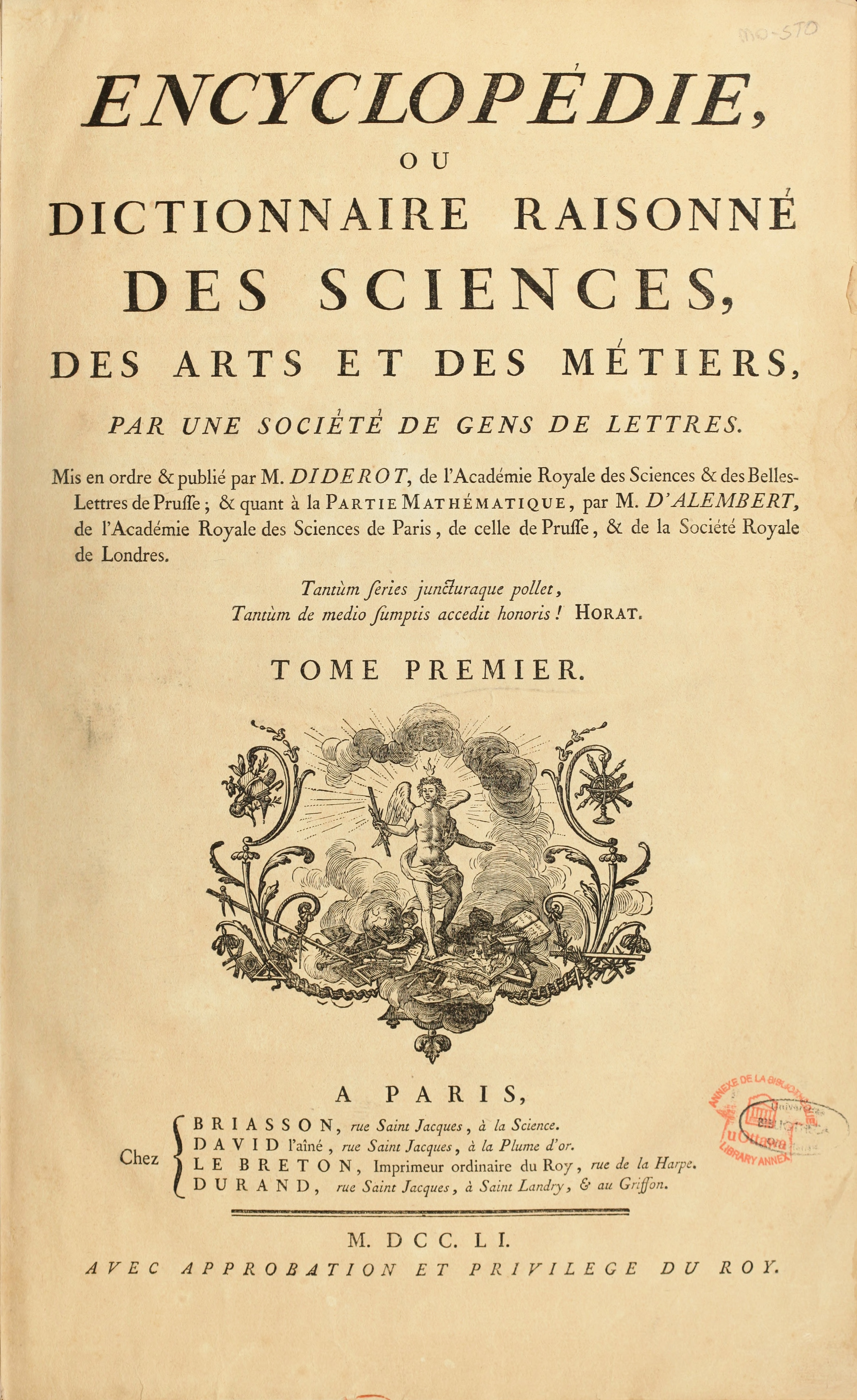
L’Encyclopédie de Diderot, à laquelle Ribeiro Sanches participe avec son article sur la « vérole ».

En revanche, Ribeiro Sanches écarte radicalement l'idée d'égalité économique entre les sujets, et se montre même très conservateur, en affirmant la nécessité de maintenir un prolétariat rural pour le bon fonctionnement de l'agriculture. Dans cette optique, il demande la suppression des écoles en milieu rural, afin de conserver un réservoir en main-d’œuvre indispensable au bon fonctionnement de l'économie. D'après lui, les écoles qui alphabétisent et instruisent sont inconciliables avec les travaux rudes, et provoquent la fuite « des travailleurs journaliers, des pêcheurs, des tambours et des bergers ». Sa conception de l'Empire portugais est également très inégalitaire. Il est le défenseur d'une différence de statut politique et économique entre les provinces métropolitaines et les provinces coloniales, qui doivent rester un réservoir en matières premières, sans représentation politique. Dans ces territoires, seuls doivent être tolérés l'agriculture et le commerce qui ne sont pas susceptibles d'entrer en concurrence avec la métropole. Sa critique la plus virulente, qui s'appuie sur l'Histoire Ecclésiastique du gallican l'abbé Fleury, est dirigée contre le clergé, contre les jésuites en particulier. Ribeiro Sanches avance l'idée suivant laquelle depuis Constantin, l’Église constitue une sorte de « monarchie à l'intérieur de l’État Civil » et exige la subordination du Droit Canonique au Droit Civil dans l'enseignement et la fonction publique. Il condamne fermement toutes les implications religieuses de l’État, et spécialement l'intolérance en matière de religion, les exécutions capitales et les peines de confiscations de biens, attribuant une partie du déclin portugais à la fuite des capitaux des Chrétiens-Nouveaux vers les Pays-Bas, l'Allemagne et l'Angleterre. Il préconise en outre une réforme de l'enseignement universitaire. Il demande enfin le bannissement de toute scolastique médiévale, « produit des siècles d'ignorance, de l'oisiveté des moines, après qu'ils ont abandonné le travail manuel que leur règle leur imposait ».
De 1731 à 1742, Ribeiro Sanches est nommé médecin de l'armée de russe par l'impératrice Anne (1730-1740), avant de devenir premier médecin de la cour impériale de Russie. Autorité reconnue dans le domaine de la médecine, très lié aux Lumières européennes, il participe à la rédaction de l'Encyclopédie de Diderot, avec son article sur la « vérole ».

##### Francisco Xavier de Oliveira (1702-1783)
Depuis La Haye et Londres, le penseur, journaliste et pamphlétaire Francisco Xavier de Oliveira, connu sous le nom de « chevalier de Oliveira », produit également une œuvre philosophique monumentale, au ton libre et très original, notamment avec ses Lettres Familières (Cartas familiares), publiées en 1741-1742,. Dans ses Lettres, pleines d'ironie insinuante et malicieuse, François Xavier de Oliveira s'attaque à la vie mondaine, à la psychologie frivole de la femme, à l'hypocrisie des relations amoureuses et du mariage en tant qu'institution. Le style de l’œuvre, qui trahit le lien entre le baroque portugais et le rococo viennois ou français, est intéressant. Certaines lettres sont parfois faites uniquement de proverbes, de sentences ou d'axiomes portugais, entremêlées à des bizarreries de langage chevaleresque. L'esprit galant qui imprègne le livre est explicitement français, tout comme un grand nombre de constructions syntaxiques. Au nom de l'universalisme, l'auteur renie d'ailleurs sa langue et son peuple d'origine « aujourd'hui plus que jamais ». Pour lui, « le Monde est la patrie universelle de tous les hommes. L'exil n'est jamais qu'un passage d'une province vers une autre. » Arrivé à Londres en 1751, il se convertit au protestantisme et fonde un journal mensuel, l'Amusement Périodique. Il renie l'Ordre du Christ auquel il appartient, et donc son titre de chevalier, pour suivre l'exemple du « peuple anglais, qui aime l'argent et préfère une bourgeoisie riche à une noblesse indigente. » Bien que rédigé en français, l'Amusement Périodique est considéré comme la partie la plus intéressante de son œuvre. Ce journal est un témoignage essentiel sur les mentalités portugaises du XVIIIe siècle L'écrivain, qui est alors devenu un bourgeois européen, émet des critiques virulentes contre les « nobles sans professions » qu'il considère « grotesques » et qui parasitent la société. Il compare le Portugal à une horloge retardée par l'Inquisition, et il préconise une réforme complète de l’Église portugaise. Depuis Londres, qu'il ne quittera plus, il lance parmi les attaques les plus virulentes contre l'Inquisition portugaise dans son traité Reflexões de Félix Vieira Corvina dos Arcos. Il prend également part au vaste débat européen soulevé par le séisme de 1755 à Lisbonne, avec son Discours Pathétique, rédigé en français, dans lequel il prétend que la catastrophe est une punition de Dieu, irrité par les superstitions et les idolâtries alors en vogue au Portugal. Prenant l'évènement comme prétexte, il dénonce très violemment les abus religieux qui ont lieu dans son pays et le tribunal de l'Inquisition,.

#### Spécificités de la philosophie portugaise
Bien qu'elle partage un socle commun avec l'ensemble de la philosophie occidentale, et qu'elle adhère à la « mentalité moderne », la philosophie portugaise de l'époque connaît une trajectoire très singulière. Tout au long du XVIIIe siècle, oscillant « entre affranchissement et conformité », les partisans portugais des Lumières manifestent ce que l'on appelle un vrai souci du canon. À l'époque, le débat moral au Portugal est « marqué par la présence des scolastiques, des gassendistes, des cartésiens et des empiristes », les premiers « préoccupés par la métaphysique et les limites de la raison », les seconds tenants d'une « conception mécaniciste de la nature ». À la différence de son homologue anglais, le mouvement empirique portugais, tenant de l'expérimentalisme et de la représentation scientifico-naturelle du monde, est divisé en deux branches : l'éclectisme (ecletismo), incarné par Castro Sarmento et Verney, est influencé par Locke, Bacon, Newton, La Mettrie et Holbach, tandis que l'empirisme épistémologique incorpore davantage les idées de John Locke, dont il procède plus directement. Les changements introduits par la philosophie empirique portugaise restent concentrés prioritairement dans la logique et l'implantation des sciences. L'aspect éthique se transforme quant à lui « lentement, pour finir par déboucher plus tard sur le traditionalisme portugais. Le mouvement de changement éthique modernise les arguments en faveur de la conception traditionnelle des valeurs, mais n'altère pas l'idéal contre-réformiste existant à l'époque. » Si l'on excepte les philosophes et les penseurs les plus radicaux, même si les moyens pour y parvenir sont bouleversés, « la plus grande valeur pour l'homme continue à être de sauver son âme. »

### Sciences et savants dans le mouvement des Lumières portugaises
Parallèlement au développement de la pensée critique, de la philosophie politique, de la pédagogie moderne et de l'empirisme, l'époque des Lumières portugaises est également celle de chercheurs et de savants précurseurs dans les domaines des mathématiques, de l’ingénierie militaire, de la botanique et de la médecine.

#### Bartolomeu Lourenço de Gusmão (1685-1724)
Né en 1685 à Santos, dans la colonie portugaise du Brésil, Bartolomeu Lourenço est l'inventeur type des Lumières portugaises. Génie précoce, repéré dès l'enfance pour ses capacités intellectuelles et sa mémoire prodigieuse, il est recruté par l'ordre jésuite qui assure sa formation et lui permet de se lancer dans une carrière d'ingénieur et inventeur qu'il poursuivra toute sa vie.

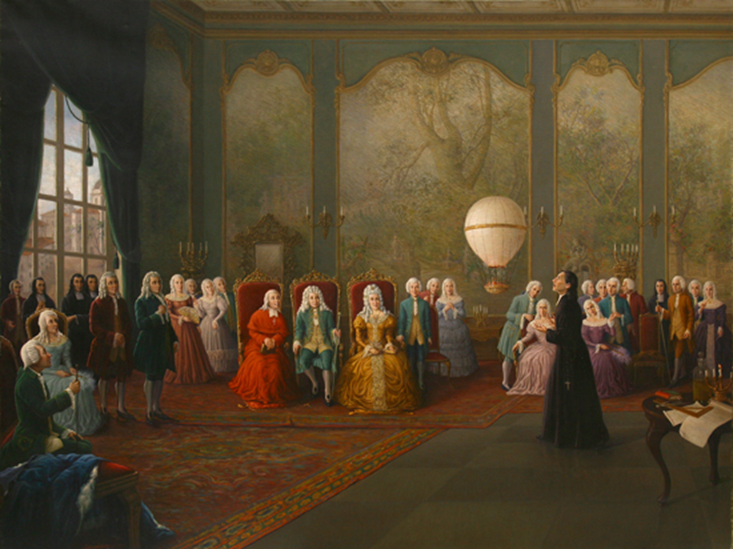
Bartolomeu de Gusmão présentant ses prototypes à la cour de D. João V.

Alors qu'il n'est encore qu'un étudiant, il parvient à élaborer à Bahia un «engin faisant monter l’eau à n’importe quelle hauteur et sur n'importe quelle distance», pour lequel il obtient le 23 mars 1707 une Lettre patente du roi Jean V. Cet engin mécanique léger, précurseur des pompes à feu, constitue à l'époque une révolution dans le domaine maritime (pompe de câle, bateau-pompe), de l'exhaure (pompage des eaux d'infiltration dans les mines et milieux souterrains), de la lutte contre les incendies (pompe aspirante mécanique), de l'arrosage automatique et de la fontainerie. Soucieux de la diffusion de son invention, Bartolomeu Lourenço rédige en 1710 le traité scientifique Diverses manières d’expulser sans personnel l’eau des embarcations, puis il se rend en Hollande, où il obtient en 1713 un brevet pour sa “machine pour drainer les eaux infiltrées dans les embarcations”.
Établi au Portugal à partir de 1708, Bartolomeu Lourenço travaille à Lisbonne pendant les deux années qui suivent sur un engin volant à air chaud, financé par la couronne, destiné au transport rapide de troupes et de marchandises à longue distance. En 1709, l'inventeur présente son invention et réalise avec succès plusieurs vols de ballon et d'aérostat dans le Palais royal et l'entrepôt de la Casa da India de Lisbonne. L'engin en fer fuselé, surnommé la «Passarola», est conçu pour monter à plusieurs centaines de mètres, transporter 12 hommes et avancer à 15 km/h. Outre le roi Jean V lui-même, parmi les témoins de ces expériences, se trouvent le cardinal italien Miquelângelo Conti, élu pape en 1721 sous le nom d'innocent XIII, les écrivains Francisco Leitão Ferreira et José Soares da Silva, nommés membres de l'Academia Real de História Portuguesa em 1720, le diplomate José da Cunha Brochado et le chroniqueur Salvador Antônio Ferreira. Malgré le soutien du roi, l'inquisition condamne immédiatement cette invention, qu'elle juge «satanique» et l'inventeur doit stopper net ses recherches.
Pendant les dix années qui suivent, il poursuit ses travaux et écrit des traités scientifiques et naturalistes, malgré la pression constante de l'inquisition qui l'amène à s'exiler de 1713 à 1715 à Londres et Paris, où il tient un temps une herboristerie pour subvenir à ses besoins. Parmi ses autres inventions notables, il étudie et améliore les techniques d'extraction et de préparation du charbon en 1721. Revenu à Lisbonne et nommé fidalgo-capelão de la Maison Royale en 1722, il crée en 1724 une machine augmentant le rendement des moulins hydrauliques, reconnue par le brevet royal du 18 juillet de la même année. Ayant apostasié et remis en cause l’infaillibilité du pape, et il réclame en privé au roi le droit pour tous de lire la Bible, sans distinction de rang ni d'origine sociale. Dénoncé par un proche, il est pris en chasse par l'inquisition et doit fuir à Tolède en 1724, où il meurt quelques semaines plus tard.
Dès 1723, le poète italien Pier Jacopo Martello (1625–1727) intègre Bartolomeu Lourenço dans l'ouvrage Versi e prose, qui fait un long et méticuleux historique des tentatives de l'homme pour voler. Inspirés par les travaux de Bartolomeu Lourenço, les Portugais auraient réalisé secrètement un autre vol de ballon au milieu du XVIIIe siècle, depuis la Torre de São Roque jusqu'à la côte de la Cotovia, derrière S. Pedro d’Alcântara, sous la supervision du diplomate Bernardo Simões Pessoa. Soixante-quatorze ans après les expériences de vol de Bartolomeu de Lourenço, informés de ses recherches par les ingénieurs anglais, les frères Montgolfier reprennent ses deux plus grandes inventions, le ballon à air chaud et la pompe dite de "bélier hydraulique", donnant leur nom pour la postérité aux actuels ballons dirigeables.
Bartolomeu Lourenço est aujourd'hui considéré comme le «Père de l'aérostation».

#### João de Loureiro (1717-1791)

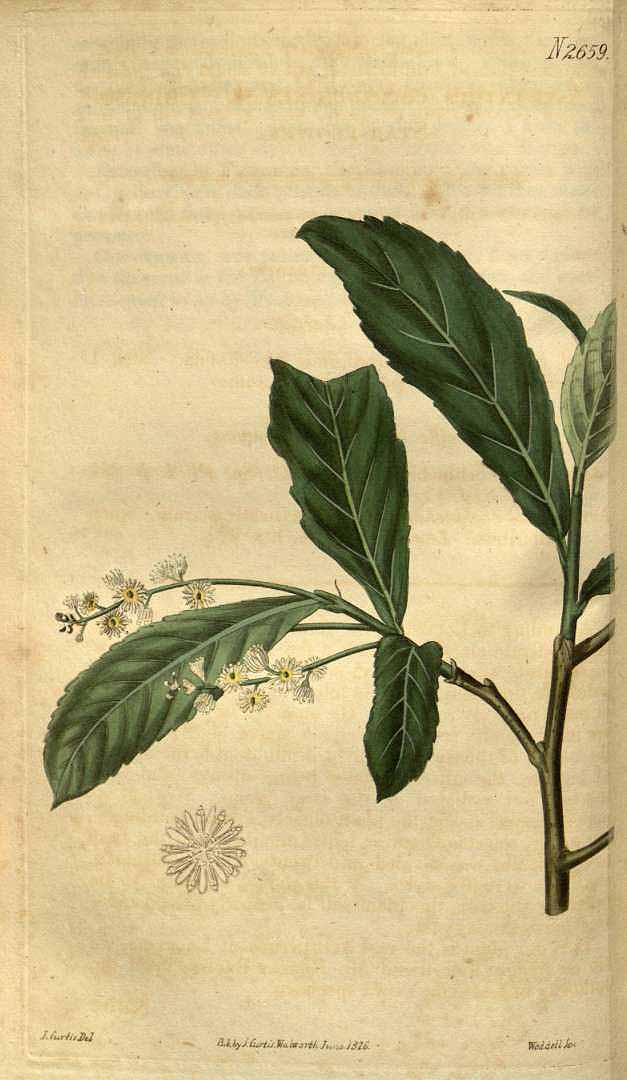
Homalium cochinchinensis (Lour.) Druce, décrit pour la première fois par De Loureiro sous le nom dAstranthus cochinchinensis Lour.

Né à Lisbonne en 1717, le prêtre portugais João de Loureiro intègre la Compagnie de Jésus et quitte le Portugal pour devenir missionnaire dans les Indes portugaises. Après avoir séjourné trois ans à Goa et quatre ans à Macao, il se rend en Cochinchine en 1742, où il reste plus de trente cinq ans. Au long de son séjour, il développe des travaux de paléontologue, de mathématicien, de médecin et de botaniste. Effectuant l'observation, la consignation et l'analyse systématique de son environnement, il étudie les propriétés des plantes médicinales locales. Il devient spécialiste de la flore asiatique et publie en 1790 un livre regroupant ses travaux intitulé : Flora Cochinchinensis, « Flore de Cochinchine ». Il se rend en 1777 à Canton, dans le sud de la Chine, avant de repartir pour le Portugal quatre ans plus tard. Autorité reconnue pour la description et la classification scientifique de la flore asiatique (Lour.), il est aujourd'hui considéré comme l'un des grands noms de la botanique. Son travail s'inscrit dans une longue tradition scientifique initiée dès les XVe et XVIe siècles, par exemple avec les œuvres de Tomé Pires.

#### José Anastácio da Cunha (1744-1787)

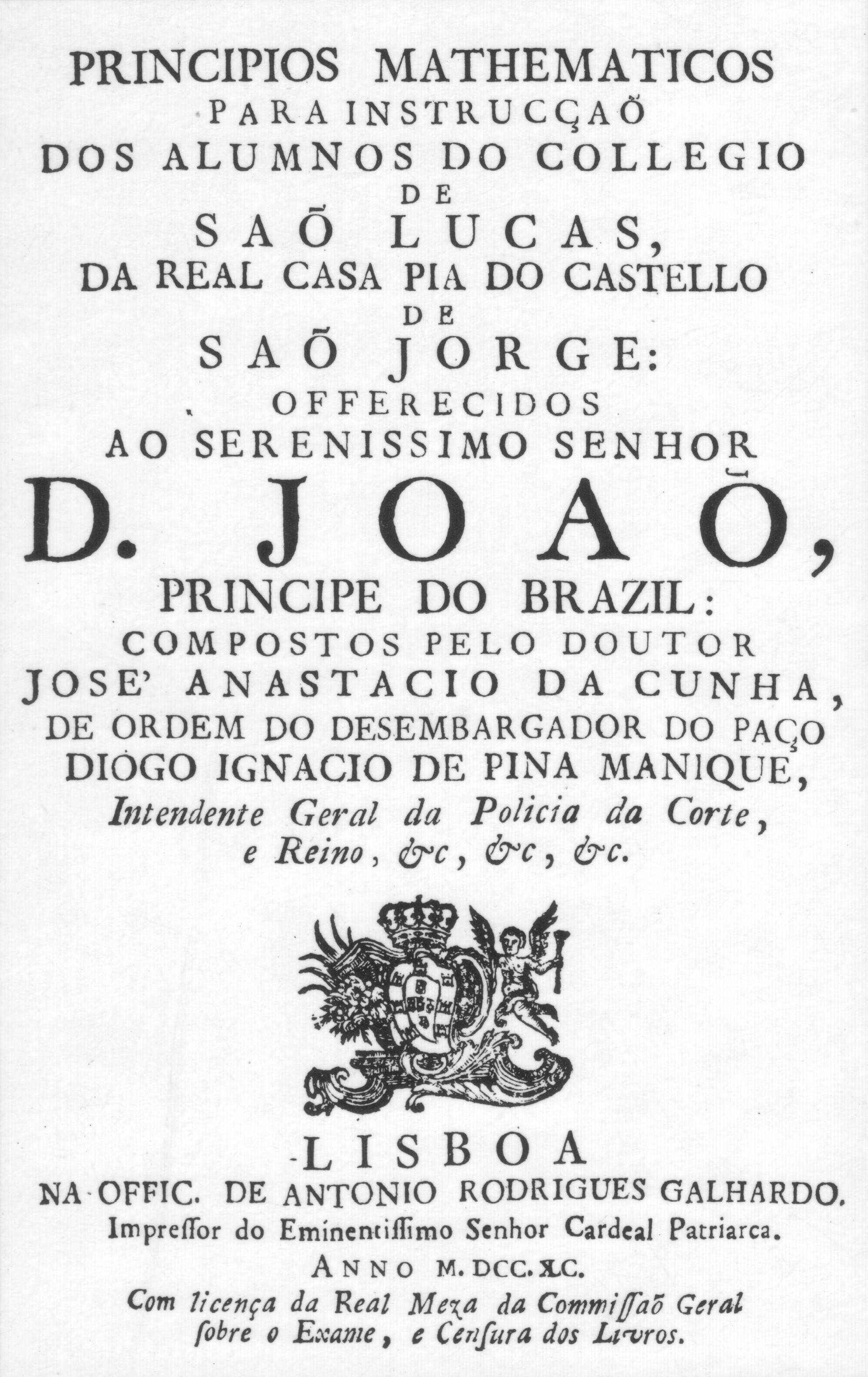
Principios Mathematicos de José Anastácio da Cunha.

Né à Lisbonne en 1744, le militaire et mathématicien José Anastácio da Cunha élabore des travaux précurseurs dans les domaines de la Théorie des équations, l'analyse algébrique, la Trigonométrie plane et sphérique, la Géométrie analytique et le Calcul différentiel. Influencé par les théories d'Isaac Newton, il anticipe, entre autres, la formulation de concepts mathématiques comme celui de la dérivée, ouvrant la voie à d'autres mathématiciens de renom, tels que Cauchy, et suscitant l'admiration Carl Friedrich Gauss. Ayant connaissance de ses travaux et de son mérite, en 1773, au moment où il institue la réforme de l'université de Coimbra, le marquis de Pombal le nomme professeur de la faculté de mathématiques. Mais sa carrière de chercheur et de professeur est stoppée net après la déchéance de son protecteur. Condamné par l'Inquisition à la peine de réclusion pour hérésie, il est disgracié publiquement et tombe dans l'oubli. L'importance d'Anastácio da Cunha et de ses travaux, élaborés au XVIIIe siècle, n'est reconnue publiquement qu'à la fin du XXe siècle, notamment pour sa contribution à la réforme du calcul infinitésimal.

#### Felix de Avelar Brotero (1744-1828)

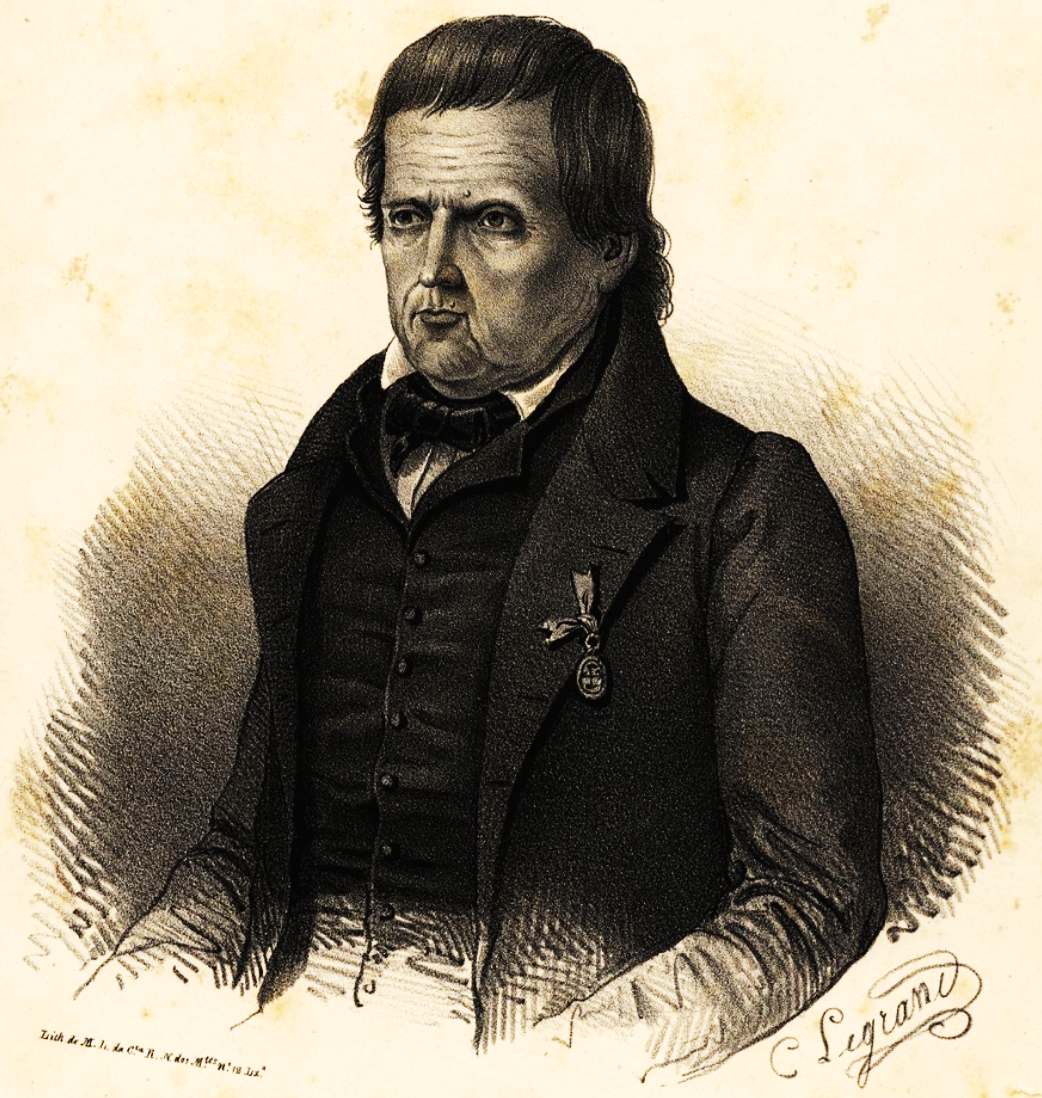
Félix da Silva Avelar Brotero.

Réfugié en France en 1788 pour échapper à l'Inquisition, le botaniste Felix de Avelar Brotero (1744-1828) y passe deux ans et y publie, en langue portugaise, un Compendio da Botanica, qui lui donne une immédiate notoriété internationale. De retour au Portugal en 1790, il obtient l'année suivante la chaire de Botanique et d'Agriculture à l'Université de Coimbra. Nommé Directeur des Jardins Botaniques, il agrandit et perfectionne le Jardin botanique de Coimbra et celui d'Ajuda à Lisbonne. Dans le même temps, il étudie toutes les plantes du monde, notamment des plantes tropicales comme le thé. Ses deux œuvres les plus célèbres sont sa Flora lusitanica (1804) et sa Phytographia Lusitaniae selectior
(1816-1827), qui sont les premières descriptions détaillées de la flore portugaise, dont il révèle et analyse des espèces jusqu'alors inconnues. Dans sa Flora lusitanica, analyse de 1800 espèces, il latinise son nom comme Broterus. En hommage pour ses travaux, le médecin et botaniste Kurt Sprengel (1766-1833) dédie le genre Brotera de la famille des Compositae. Et Boissier et Reuter lui dédient la pivoine du Portugal Paeonia broteri.

#### José Correia da Serra (1750-1823)

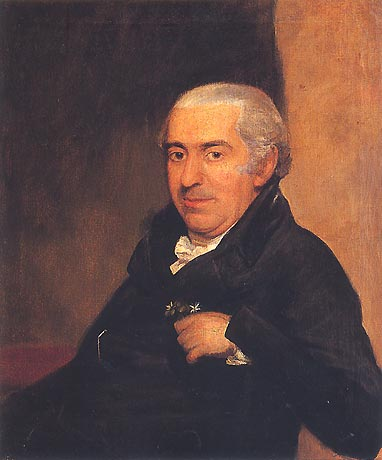
Le botaniste et géologue José Correia da Serra.

Parfois désigné sous le surnom d'abbé Correa, ou d'abbé Correia da Serra, José Correia da Serra (1750-1823) est un polymathe reconnu, philosophe, diplomate, homme politique, scientifique, botaniste et géologue. Il est notamment connu pour ses recherches dans les domaines de la botanique et de la géologie (paléontologie). Parmi ses œuvres les plus marquantes, il publie Philosophical Transactions, auprès de la Royal Society de Londres, dont il est membre. Il met en place en botanique une méthode d'anatomie comparée (appliquant aux végétaux des termes de classification en vigueur dans la zoologie) qui permet le regroupement des plantes en familles. Il est à ce titre l'un des scientifiques à avoir introduit la systématique dans les plantes. Cette partie de ses travaux est approfondie plus tard par Candolle. À côté de cela, Correia da Serra participe à l'une des études les plus importantes de son temps avec ses travaux dans le domaine de la carpologie, aidant à la connaissance des caractéristiques fonctionnelles et structurelles des plantes, et donc à leur classification. Le genre botanique Correa a reçu son nom. Il est le cofondateur, avec João Carlos de Bragance, le duc de Lafões, de l'Académie des Sciences de Lisbonne, où il occupe la charge de secrétaire. Il utilise à ce poste toutes ses connaissances et ses moyens pour développer la recherche scientifique dans son pays, et joue un rôle déterminant dans la stimulation de la mentalité et de la recherche scientifique au Portugal. Il est en outre membre de l'Académie Royale des Sciences de Suède. Devenu proche de Thomas Jefferson lors de son séjour aux États-Unis, il fréquente sa maison de Monticello, où ses idées et ses positions politiques reçoivent un très bon accueil. À l'époque, Jefferson dit de lui qu'il est : « l'homme le plus érudit qu'il ait jamais connu ».

#### José Custódio de Faria (1756-1819)

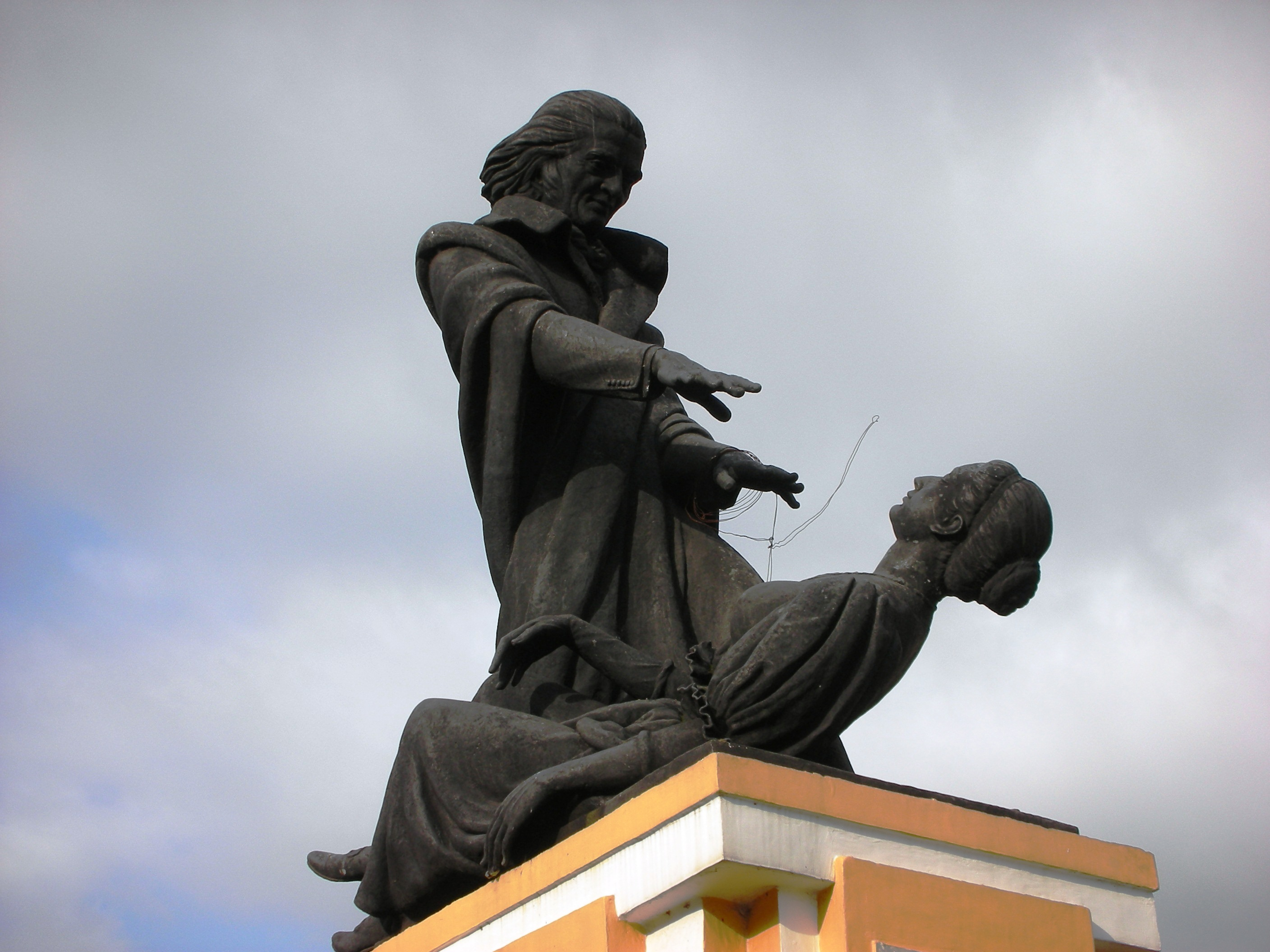
Statue pour l'abbé de Faria.

Né dans les Indes portugaises, l'ecclésiastique et scientifique portugais José Custódio de Faria (1756-1819) entame ses activités de révolutionnaire à Goa en 1787, lors de la Conspiração dos Pintos, provoquée par la sur-représentation des métropolitains dans les institutions goanaise au détriment des créoles portugais et des natifs. La conspiration ayant échoué, il part en exil en France, où il devient commandant d'une section révolutionnaire parisienne pendant la Révolution de 1789 à 1795.
Par la suite, sous l'Empire, José Custódio de Faria fait une carrière de professeur de philosophie et surtout de magnétiseur, précurseur dans le domaine de l'hypnose. Son œuvre De la cause du sommeil lucide publiée en 1819 lui amène une renommée internationale immédiate, et pose les fondements de l'hypnose moderne.

#### Bernardino António Gomes (1768-1823)

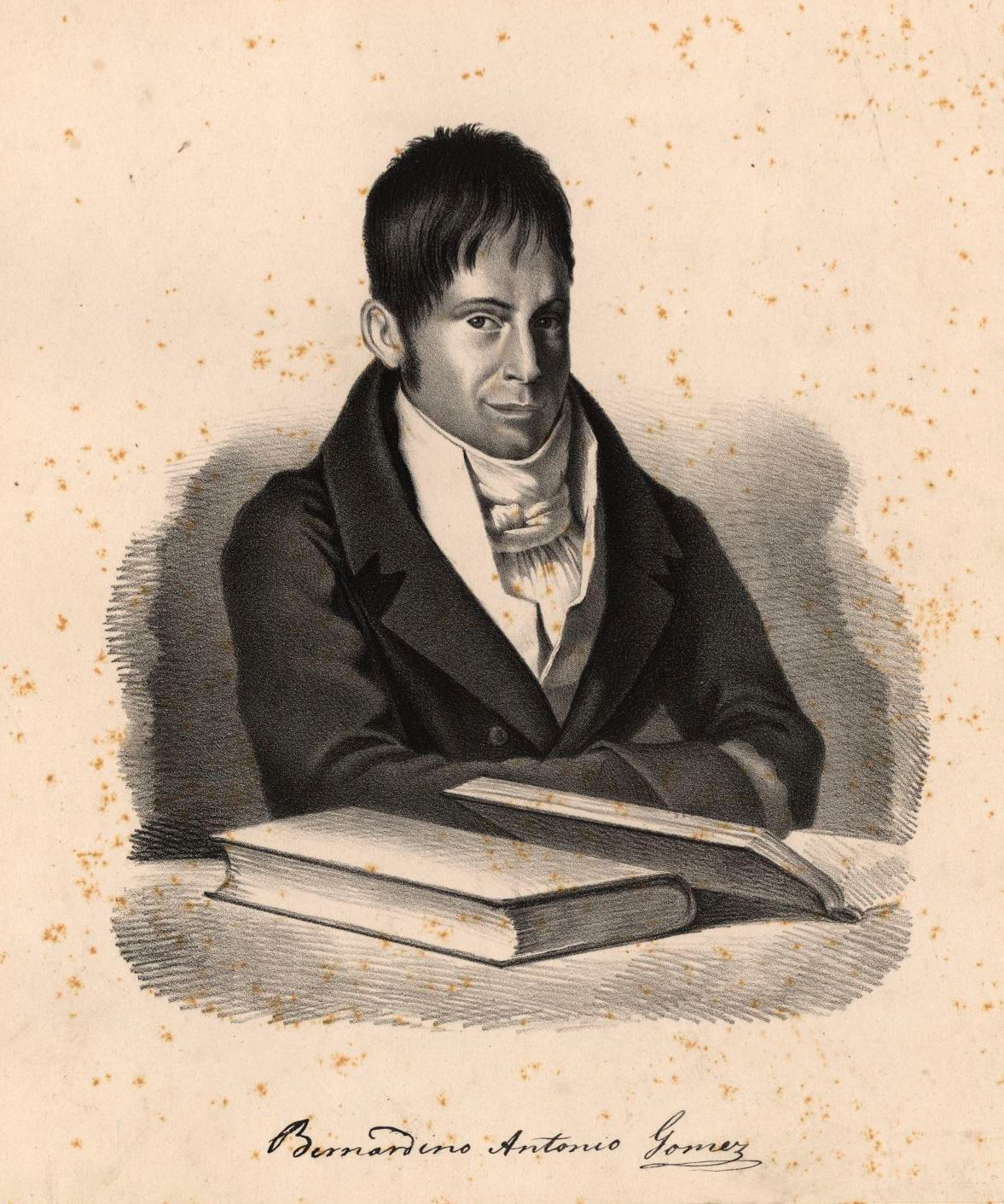
Le médecin, scientifique, chimiste et botaniste portugais Bernardino António Gomes.

Appartenant à la dernière phase des Lumières portugaises, le médecin, scientifique, chimiste et botaniste portugais Bernardino António Gomes (1768–1823) réalise ses travaux scientifiques à la fin du XVIIIe siècle et dans le premier quart du XIXe siècle. Il est connu pour l'étude de plantes originaires du Brésil. Huit ans avant les chimistes français Joseph Pelletier et Joseph Caventouil, il est le premier scientifique à isoler chimiquement en 1812 la cinchonina de l'arbre de la quinquina (quina), qui présente des propriétés fébrifuges. Avec sa découverte, il ouvre le chemin à la chimique des alcaloïdes et au traitement du paludisme par l'utilisation de la quinine. Il se distingue également dans le traitement des maladies cutanées. Son essai dermosográfico est actuellement considéré comme un ouvrage important pour la dermatologie en Europe, et comme l'ouvrage fondateur de la dermatologie au Portugal.

### Les Lumières portugaises en littérature, l'arcadismoet les académies
Le néo-classicisme portugais appelé arcadismo, qui émerge dans le contexte des Lumières en contre-réaction à l'esthétique baroque, apparaît d'emblée comme un mouvement singulier qui dévie progressivement de ses pairs européens et s'achève par une phase de radicalisation littéraire à la fin de la longue période des Lumières, qui débouche sur le Sentimentalismo, puis le Romantisme.

#### Le mouvement néo-classique au Portugal

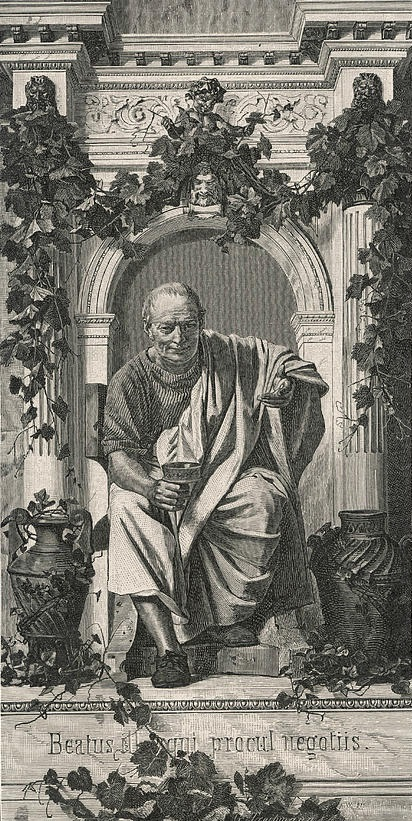
Le poète latin Horace, l'une des références des néoclassiques portugais, par Anton von Werner.

En littérature, les Lumières portugaises sont incarnées par l'arcadismo, « l'arcadisme », un mouvement néo-classique issu d'une école qui émerge en Italie à la fin du XVIIe siècle, et se développe en Europe tout au long du XVIIIe siècle. Pendant littéraire des Lumières, il fait écho à l'esprit encyclopédique, à l'ascension de la bourgeoisie, à l'essor du commerce, au développement des Sciences et à l'esprit rationaliste. Au Portugal et au Brésil, l'expérience néo-classique se fait autour des modèles de l'arcadisme italien, avec la fondation d'académies littéraires, la simulation pastorale, l'ambiance champêtre, etc.

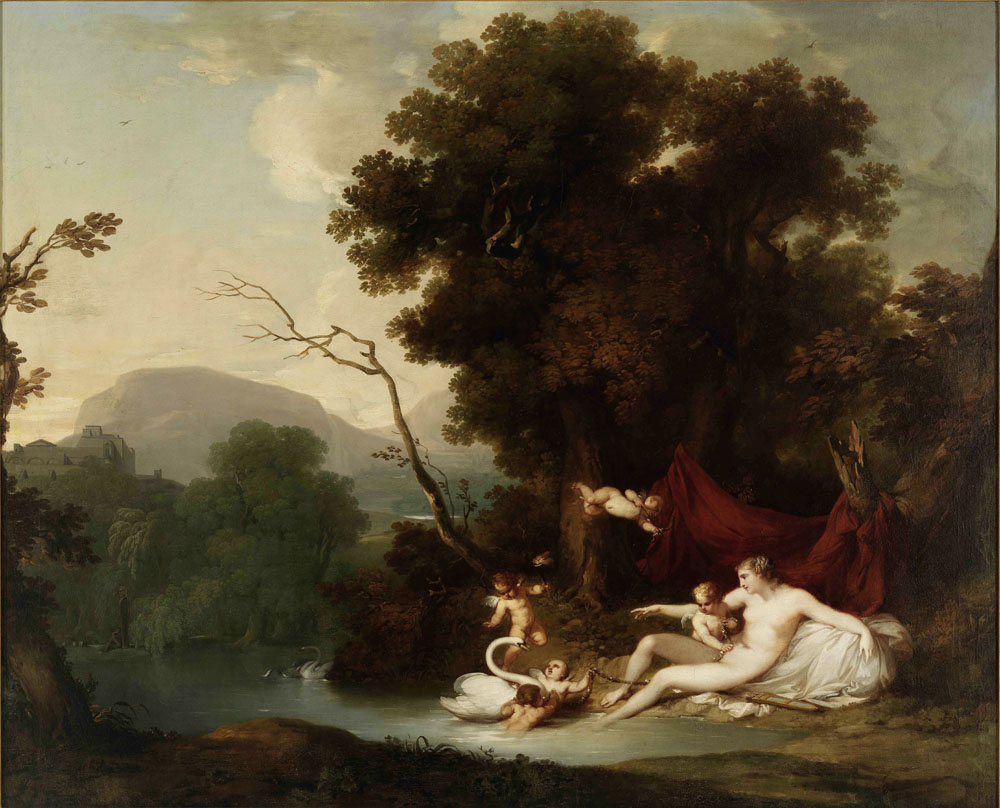
Leda e o Cisne, du peintre portugais Vieira Portuense (1765-1805), illustrant l'esthétique néoclassique du retour à la nature et à la philosophie de l'Antiquité. Museu Nacional de Arte Antiga.

L'arcadisme constitue une forme plus simple de littérature, opposée aux exagérations, aux surcharges décoratives et à l'exubérance du Baroque. Il est caractérisé par l'emploi récurrent d'expressions latines. Sur le fond, il aborde des thèmes simples et communs aux êtres humains, comme l'amour, la mort, le mariage et la solitude. Les situations les plus fréquentes présentent un berger abandonné par son aimée, triste et plaintif. C'est l'aurea mediocritas, l'apologie de l'heureuse médiocrité (mediocridade áurea), qui symbolise la valorisation de la modestie, de la prudence, sous le prisme de la raison. C'est la « philosophie du juste milieu », qui incite à se contenter de ce que l'on a, sans désirer plus, pour arriver au bonheur. Sur la forme, les auteurs árcades reprennent les modèles classiques de l'Antiquité gréco-romaine et de la Renaissance. Convaincus que l'art est une copie de la nature, reflétée à travers leur tradition, ils font une large place aux mythes païens et au recours à des phrases latines. Inspirés par la phrase d'Horace fugere urbem, « fuir la ville », et imprégnés de l'idée du Bon sauvage, ils se tournent vers la nature en recherche d'une vie simple, bucolique et pastorale, du locus amoenus, du « doux refuge » (refúgio ameno), par opposition aux centres urbains dominés par l'Ancien Régime et l'absolutisme monarchique.
D'une façon générale, ce retour à la nature est simplement un état d'esprit, une posture politique et idéologique, dans la mesure où tous les auteurs du mouvement, bourgeois, vivent dans les centres urbains, où ils maintiennent leurs intérêts économiques. Pour cette raison, on parle habituellement pour l'arcadisme de « masque poétique » (fingimento poético), qui transparaît dans l'utilisation de pseudonymes pastoraux. Face à l'aspect éphémère de la vie, les auteurs árcades défendent le carpe diem, la jouissance de l'instant présent. La forme la plus couramment utilisée en poésie est le sonnet, avec des vers en décasyllabes, la rime optative et la tradition de la poésie épique. Toujours dans le champ esthétique, ils valorisent la vie à la campagne (bucolisme), le Fugere urbem, la critique de la vie dans les centres urbains, s'efforcent d'être objectifs, idéalisent la femme aimée, sont partisans du inutilia truncat, « retrancher l'inutile », (cortar o inútil), célèbrent le locus amoenus, le « doux refuge » (refúgio ameno), valorisent le conventionnalisme amoureux, l'aurea mediocritas, la « précieuse médiocrité », le langage simple, l'utilisation fréquente de pseudonymes et le pastoralisme.

#### L'Arcádia Lusitana(1756-1776) et laNova Arcádia(1790-1994)
Fondée en septembre 1756 à Lisbonne à l'initiative de trois juristes tout juste arrivés de Coimbra, « en quête d'intégration dans le fonctionnalisme public »1, l'Arcádia Lusitana, également connue sous le nom d'Arcádia Olissiponense, est une académie littéraire néo-classique réputée au Portugal au milieu du XVIIIe siècle. Elle rompt avec la tradition baroque et promeut la littérature néo-classique. Ses fondateurs les poètes António Dinis da Cruz e Silva (Elpino Nonacriense), Manuel Nicolau Esteves Negrão (Elmano Sincero), et Teotónio Gomes de Carvalho (Tirse Menteo) publient ses statuts2. Très vite, ils sont rejoints par Correia Garção (Coridon Erimanteo), Reis Quita (Alcino Micénio) et Manuel de Figueiredo (Lícidas Cíntio).

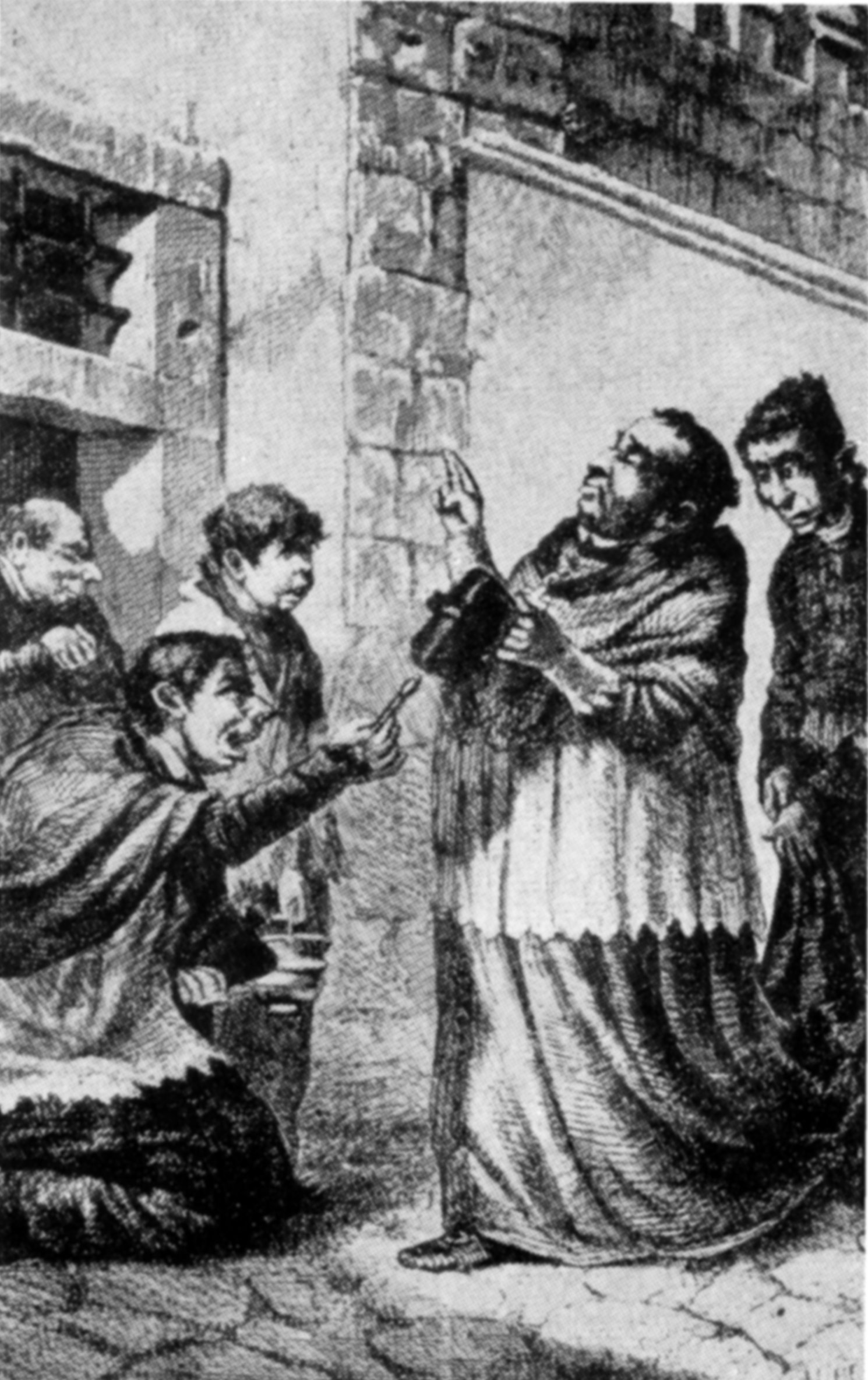
Illustration du poème O Hissope, d'António Dinis da Cruz e Silva, feita, l'un des fondateurs de lArcádia Lusitana, par Manuel de Macedo.

En dépit de son existence éphémère, l'institution, qui entre en déclin en 1759, et qui s'éteint en 1776, amène une contribution importante pour la rénovation littéraire portugaise du XVIIIe siècle. Du fait du va-et-vient des poètes entre la métropole et l'Empire, elle trouve son pendant au Brésil colonial en 1768 avec la fondation à Vila Rica de sa branche américaine l'Arcádia Ultramarina, auxquels appartiennent les poètes Santa Rita Durão, Cláudio Manuel da Costa, Basílio da Gama (Termindo Sipílio), Tomás Antônio Gonzaga (Dirceu), Inácio José de Alvarenga Peixoto et Manuel Inácio da Silva Alvarenga. Vingt ans plus tard, en 1790, elle renaît au Portugal sous la désignation de Nova Arcádia, intégrant des auteurs majeurs comme Manuel Maria Barbosa du Bocage (Elmano Sadino), Curvo Semedo, José Agostinho de Macedo (Elmiro Tagideu), Nicolau Tolentino, Francisco Manuel do Nascimento (Filinto Elísio) et la marquise de Alorna (Alcipe). Éteinte définitivement en 1794, la nouvelle académie laisse la publication Almanaque das Musas en témoignage de son travail.

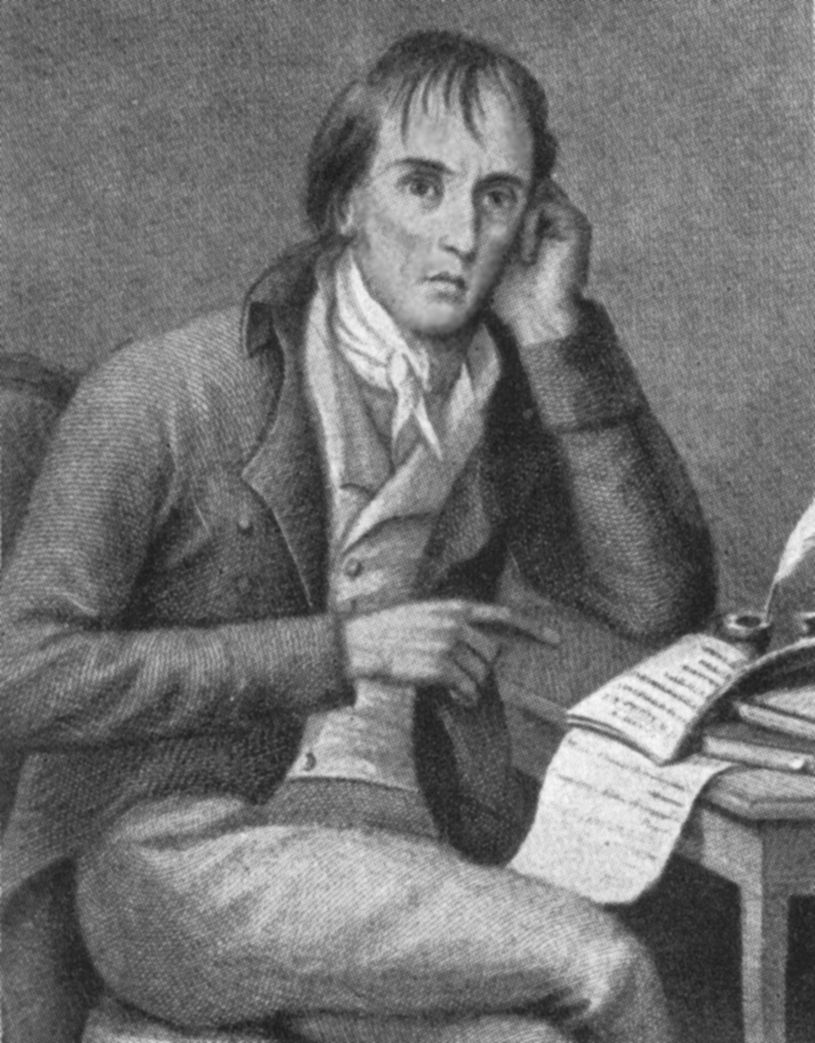
Manuel Maria Barbosa du Bocage, l'un des plus grands poètes néoclassiques et préromantiques portugais.

Les membres des deux académies, qui adoptent presque toujours des pseudonymes (sans doute autant par posture esthétique que pour échapper aux possibles persécutions), se proposent de combattre les excès de l'esprit baroque et d'orienter la production poétique vers une esthétique néo-classique, qui se fonderait sur la raison et le culte de la nature. Très vite cependant, du fait de l'histoire particulière du pays, de la langue et des Lettres portugaises, l'arcadisme prend un cachet spécifique, très accentué à la fin du siècle. À la fois écrivains des Lumières et précurseurs du Romantisme, les écrivains árcades tracent progressivement une troisième voie propre au Portugal, à cheval entre Classicisme et Romantisme. D'une façon générale, leurs textes sont écrits dans un langage simple, très abordable. Ils s'inspirent des auteurs de la Renaissance et des classiques gréco-romains, et recourent à ses figures ornementales comme les nymphes, Cupidon, Vénus et Zéphyr. Ils s'assument comme bergers, transfèrent leurs sentiments amoureux vers la gente pastorale. Et ils considèrent l'ambiance rustique comme un refuge pour l'âme et un moyen de fuir l'agitation des villes. Ce faisant, tout en utilisant des formes classiques, ils annoncent les Rêveries du Promeneur Solitaire de Rousseau et cultivent des thèmes chers aux Romantiques, que l'on retrouve au XIXe siècle dans les Méditations poétique de Lamartine.

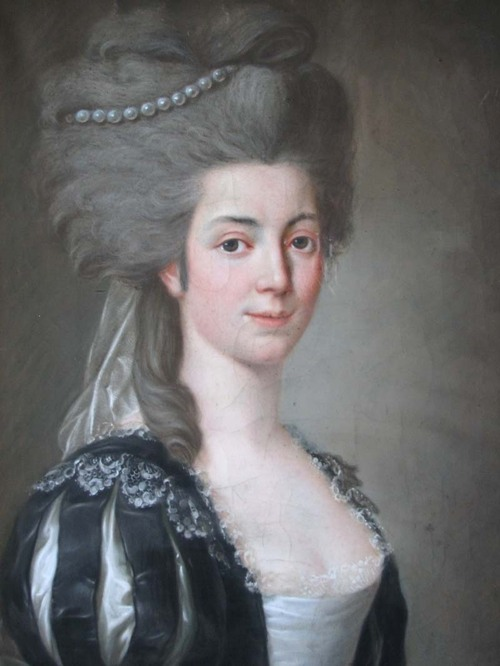
Leonor de Almeida Portugal, marquise d'Alorna, l'une des représentantes du préromantisme portugais en littérature.

Chez Bocage, l'esthétique du mouvement et la philosophie des Lumières sont poussées par moments à leur paroxysme. La recherche du plaisir et la jouissance du temps présent font parfois basculer ses textes vers une pratique libertine de la vie et de l'écriture, qui prend alors une tout autre dimension. Sans perdre de vue la base lyrique et courtoise de l'arcadisme, elle met en scène une liberté de penser et d’agir qui se caractérise le plus souvent par une quête effrénée du plaisir, avec des scènes érotiques voire pornographiques grivoises et drôles.

#### LaNova Arcádiaet le pré-Romantisme
Mouvement singulier, l'arcadisme qui émerge dans la seconde moitié du XVIIIe siècle avec la Nova Arcádia correspond à bien des égards à une phase de radicalisation littéraire dans la longue période néo-classique de l'iluminismo. Bien qu'encore tributaire de la philosophie des Lumières et d'inspiration italienne, il se rapproche par certains aspects du Sturm und Drang allemand, et s'apparente par ses manifestations et ses thématiques, solitude, retour à la nature, exaltation de figures fantastiques, du Rêve, de la Mort, des sentiments, mélancolie ou passion, à une période de transition vers le Romantisme, notamment chez Bocage, la marquise de Alorna, Filinto Elísio et José Anastácio da Cunha. Appelé Pré-romantismo, ou Sentimentalismo, le mouvement présente alors comme caractéristiques fondamentales la valorisation des sentiments et de la sensibilité individuelle face à la morale et aux conventions. Il se soucie davantage de se rapprocher du passé historique et de la littérature traditionnelle, au-delà de l'amour à la nature1. Imprégnés des sentiments et des passions, les paysages peuvent être des locus horrendus, favorables au Mal-du-Siècle. Ce pré-romantisme est toujours lié, d'un point de vue historique, à l'émancipation de la bourgeoisie, en pleine ascension économique et sociale, mais il se libère plus clairement de certaines des valeurs dominantes de la culture aristocratique, associée à ce que l'on appelle à proprement parler l'art classique. Le basculement vers le Romantisme se fait quelques décennies plus tard, avec l'abandon des formes néo-classiques.

### Réception, censure et persécutions
Au moment où les Lumières portugaises émergent, comme dans les autres pays latins et catholiques, l'écrasante majorité de la population portugaise est encore analphabète, l'Index Librorum Prohibitorum est encore en vigueur, l'enseignement est contrôlé par les ordres religieux, et les universités enseignent encore les matières de la scolastique médiévale. Les principaux appareils répressifs sont le Saint-Office, visant les ennemis de Rome, et la police politique, contrôlée par la Couronne. Les juifs et les chrétiens-nouveaux, dont le statut discriminant est encore en vigueur, sont toujours persécutés.
Marquant une rupture nette avec les conformismes religieux de leur temps, nombre de philosophes et penseurs portugais introduisant ou développant des idées nouvelles sont censurés par les pouvoirs publics, condamnés par l’Église et l'Inquisition, et qualifiés d'estrangeirados, « influencés par l'étranger ». Suscitant méfiance et incompréhensions chez les courtisans et même chez le marquis de Pombal, Luís António Verney est privé de subventions après 1753, disgracié et ignoré par le marquis de Pombal, envoyé en exil à San Miniato, en 1771, avant d'obtenir une réhabilitation partielle et tardive qui lui permet d'occuper à Rome les charges d'associé de l'Académie des Sciences et de député honoraire de la Table de la Conscience et des Ordres (Mesa de Consciência e Ordens). Le médecin et philosophe Antonio Nunes Ribeiro Sanches est condamné à la prison par l'Inquisition en raison de ses origines juives et doit passer la majeure partie de sa vie en exil, entre la Russie et Paris. Le médecin et philosophe d'origine juive Jacob de Castro Sarmento (1691-1762), auteur de la Nova Descrição do Globo, est lui aussi poursuivi par l'Inquisition et forcé de quitter Lisbonne dans la première moitié du siècle pour se réfugier à Londres. Et le chevalier de Oliveira, exilé à Vienne, La Haye et Londres, est également condamné par l'Inquisition, qui détruit ses œuvres lors d'autodafés, et brûlé en effigie au centre de Lisbonne.
En littérature, le poète-soldat libertin Manuel Maria Barbosa du Bocage est encore à la fin du XVIIIe siècle un chantre actif de la liberté et des réformes. Arrêté pour troubles à l'ordre public et « coutumes désordonnées », il est mis en prison par les autorités de Lisbonne en 1797, puis transféré vers les geôles de l'Inquisition, dans le Rossio, en 1798. À la suite de son emprisonnement, il bascule vers les hospices et les monastères, et se concentre prioritairement sur l'organisation et la publication de son œuvre.

### Les lumières politiques portugaises, du marquis de Pombal à la monarchie libérale du prince régent Jean VI

#### La monarchie absolue de droit divin de Jean V (1706-1750)

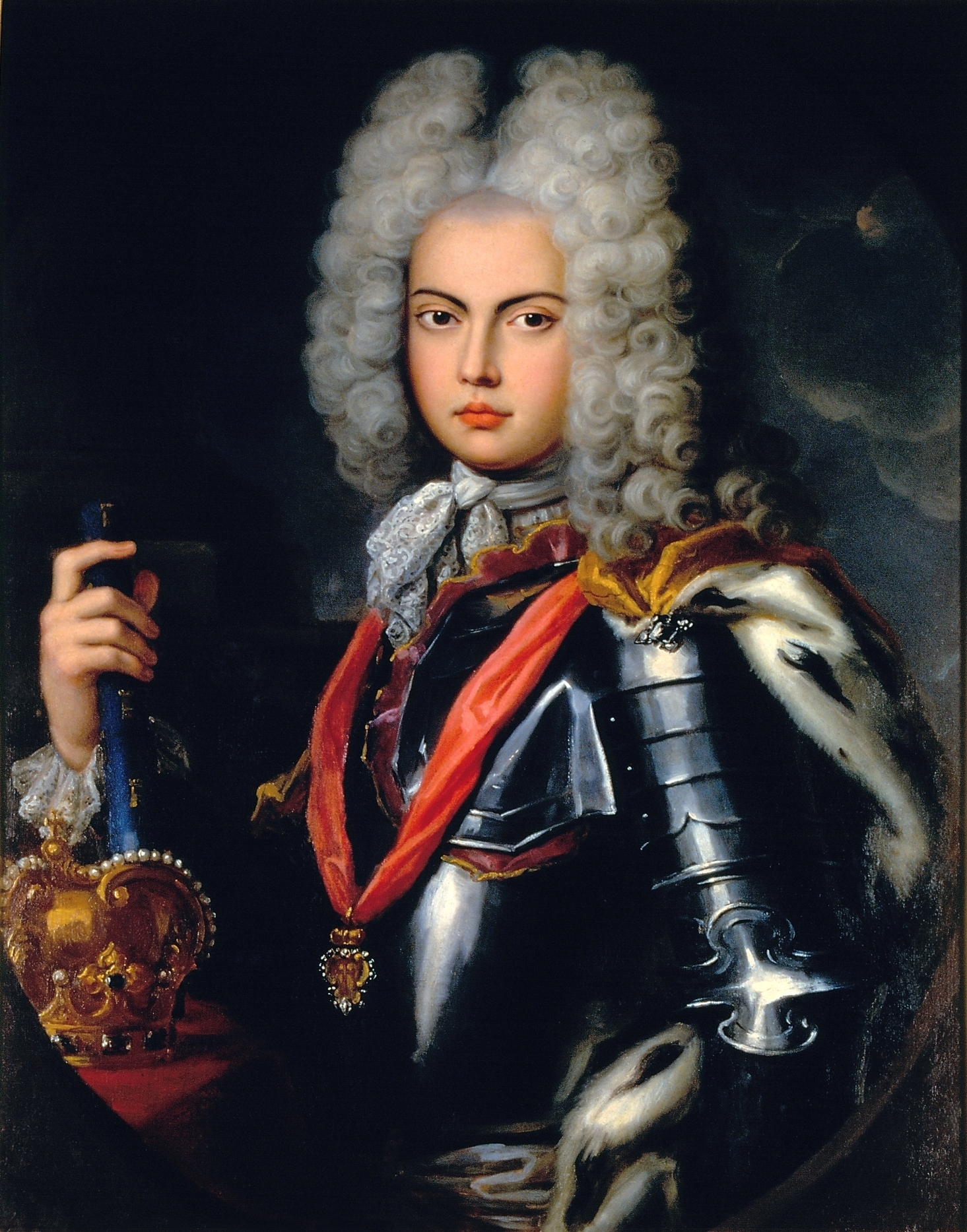
Le roi Jean V, partisan d'un régime absolutiste.

Le règne du roi Jean V de Portugal (1706-1750) correspond à la période la plus fastueuse de l'histoire du pays grâce aux arrivées d'or (jusqu'à 1 200 kg/an) et de diamants du Brésil, dont la Couronne perçoit le cinquième par le biais du Quinto, un impôt royal. Fort de ces moyens, le roi est en mesure d'imposer un régime absolutiste justifié par sa conviction de sa mission divine. La noblesse est la principale bénéficiaire de cette politique. Le pouvoir des ministres augmente au détriment du rôle des Conseils.
Du point de vue de la culture et des mœurs, cette époque est caractérisée par un luxe sans mesure, des dépenses publiques colossales, des fastes et du gaspillage. Chaque évènement est commémoré par des fêtes grandioses. Le pays voit émerger une architecture exubérante, avec le développement des azulejos et de la talha dourada, la sculpture de bois dorée. On assiste alors à la construction d'innombrables monuments, le palais de Mafra, qui rivalise avec l'Escurial et Versailles, l’église de Saint-Roch à Lisbonne, la bibliothèque Joanina de Coimbra, la tour des Clercs de Porto, l’aqueduc des Eaux Libres de Lisbonne, qui alimente la capitale en eau potable, le palais royal de Queluz à Sintra, l'église de la Miséricorde, le sanctuaire du Bom Jésus do Monte à Braga.
Conscient de l'ampleur du mouvement de renouveau culturel qui émerge au Portugal et en Europe, le roi fonde le 8 décembre 1720 l'Académie Royale d'Histoire Portugaise (Academia Real de História Portuguesa) afin de promouvoir le développement des sciences dans le pays. Ami des arts et des lettres, il fait venir à Lisbonne le compositeur italien Domenico Scarlatti pour que ce dernier enseigne le clavecin à sa fille Maria-Barbara. Sous son règne, la culture et les sciences se développent avec la création des Académies. Parallèlement, la littérature périodique portugaise voit ses vrais débuts avec une nouvelle mouture de la Gazeta de Lisboa, inspirée d'une feuille d'information nationaliste éphémère créé dans le contexte de la guerre d'Indépendance. Premier vrai journal portugais fondé en 1715 par José Freire de Monterroyo Mascarenhas, la Gazeta de Lisboa paraît jusqu’en 1760.
Parallèlement au renouveau culturel, la vie mondaine se développe. Elle se singularise sous le règne de Jean V par une vie de dépravation et de débauche qui se concentre autour des couvents. À l'époque, il est à la mode d'avoir une maîtresse chez les religieuses étant donné que toutes les familles y envoient leurs filles. Le roi lui-même entretient une liaison avec la mère Paula Teresa da Silva, dont il a trois enfants, surnommés « les enfants de Palhavã ». Cette ambiance libertine propre au Portugal permet la publication en France des fameuses Lettres portugaises.
Tout au long de son règne, Jean V cherche à soumettre l'Inquisition à l'autorité civile. En 1725, il obtient du pape Benoît XIII que les prisonniers du tribunal du Saint-Office soient défendus par des avocats. Mais celui-ci continue à poursuivre les nouveaux chrétiens, accentuant la fuite des capitaux vers l'étranger. Et malgré ce progrès, le roi ne parvient pas à atteindre son objectif. Petit à petit, avec l'épuisement des mines d'or brésiliennes, le métal précieux se fait rare, et les entrées d'or ralentissent. Malade durant les huit dernières années de sa vie, Jean V laisse à sa mort en 1750 un royaume endetté, notamment auprès de la France. L'absolutisme est contesté, et le régime montre des signes d'affaiblissement.

#### Le despotisme éclairé du marquis de Pombal (1750-1777)

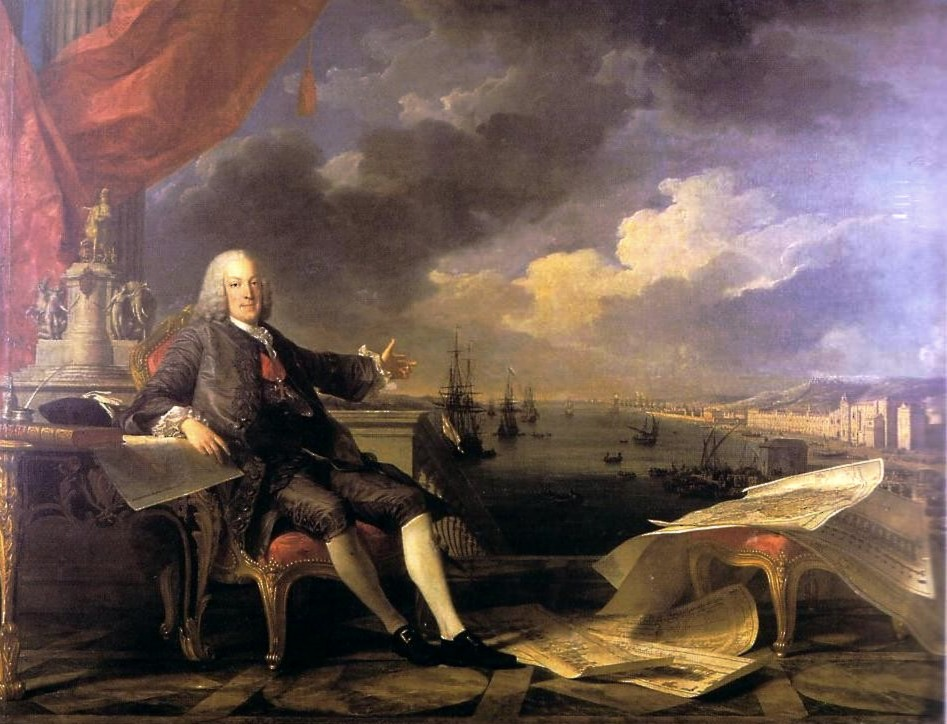
Le marquis de Pombal (1766), Premier ministre et despote éclairé portugais, par Louis-Michel van Loo e Claude Joseph Vernet.

Incarnation politique du mouvement des Lumières et archétype du despote éclairé, le marquis de Pombal initie une reforme en profondeur son pays de 1750 à 1777, gouvernant avec une poigne de fer. Avec le soutien du roi Joseph Ier de Portugal (1750-1777), il affirme l'autorité de l’État, soumet la haute noblesse traditionnelle, réorganise l'Empire, instaure des monopoles d’État, abolit la distinction entre nouveaux et anciens chrétiens, réduit les pouvoirs de l'Inquisition, et organise l'expulsion puis la dissolution de l'ordre jésuite.
À la suite du séisme de 1755 à Lisbonne, il fait reconstruire la partie basse de la capitale portugaise sur des critères d'ordre, d'espacement et de logique propres aux Lumières, dans un style appelé le style « pombalin ». L’action du Premier ministre ne se limite pas aux questions pratiques de reconstruction et de secours des sinistrés. Précurseur de la sismographie, il lance une grande enquête préventive, et ordonne également qu’un questionnaire détaillé soit envoyé dans toutes les provinces du pays à propos du séisme et de ses effets. En étudiant et en recoupant les milliers de comptes-rendus entreposés aux archives nationales, les chercheurs modernes ont été en mesure de reconstituer la catastrophe d’un point de vue scientifique. Cette reconstitution, impossible sans l’enquête menée par le dirigeant portugais, fait qu'il est souvent considéré comme un précurseur de la sismologie contemporaine.
Dans le cadre des grandes réformes de Pombal, le Portugal est l'un des premiers grands États européens à abolir strictement l'esclavage sur son territoire métropolitain et dans ses possessions de l'océan Indien. Le 12 février 1761, le marquis de Pombal abolit l'esclavage dans le royaume de Portugal et dans les Indes portugaises (partie asiatique de l'Empire portugais). Le Brésil lui-même n'échappe pas à cette première vague d'abolitions pombalines, initiées sur son sol. En 1755, le marquis de Pombal libère les Indiens du Brésil et promulgue des mesures en faveur de leur intégration dans la société coloniale (Diretório dos Índios), sans toutefois toucher à la condition servile des Noirs ou à la traite négrière (en raison de leur importance capitale pour l'économie brésilienne).
En 1773, après avoir expulsé les jésuites du pays, il institue une réforme du système d'enseignement, en particulier de l'université de Coimbra, nommant des professeurs laïcs et des scientifiques avant-gardistes au mérite.
Paradoxalement, tenant de l'ordre et de l'autorité, le marquis pratique une politique absolutiste dans le cadre de laquelle, ne souffrant aucune contestation, il condamne et chasse certains des plus grands penseurs et philosophes portugais, et censure leurs ouvrages.

#### De laViradeirade MarieIreau régime libéral du prince-régent Jean VI (1777-1801)

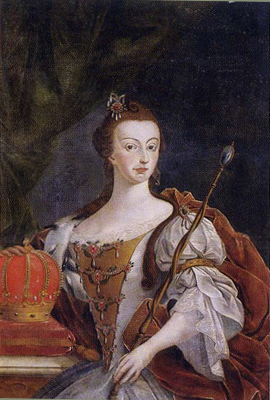
La reine Marie Ire.

Si le mouvement réformiste portugais connaît un ralentissement relatif au début du règne de la reine Marie Ire du Portugal, dite « la Pieuse » (1777-1816), pendant lequel la Monarchie s'efforce de mener une politique réactionnaire anti-pombaline, appelée Viradeira, avec un retour de la noblesse traditionnelle au pouvoir, celle-ci ne constitue qu'une parenthèse. Pendant une dizaine d'années, la reine dévote s'efforce d'imposer ses vues. Le marquis de Pombal est démis et placé en semi-exil dans sa ville de Pombal. Le gouvernement portugais revient sur un grand nombre de réformes sociétales de la période précédente. L'ordre jésuite est notamment autorisé, un certain nombre de professeurs et d'intellectuels appréciés de Pombal sont renvoyés et pourchassés, la Couronne met fin aux monopoles d’État. Mais elle continue cependant à encadrer le renouveau intellectuel, et fonde en 1779 l'Académie des Sciences de Lisbonne (Academia das Ciências de Lisboa).
Puis à partir de 1786, avec le début des crises de folie de la reine, et l'arrivée au pouvoir du prince régent Jean VI de Portugal, homme ouvert et volontiers novateur, la Monarchie portugaise prend une orientation beaucoup plus libérale. La presse et la littérature se développent, les idées nouvelles se remettent à circuler en métropole et au Brésil, plus librement encore que sous le marquis de Pombal. Le renouveau politique est incarné par le cabinet de Rodrigo de Sousa Coutinho (1795-1801) qui assure l’action réformatrice la plus inspirée des Lumières jusqu'en 1803,. La justice seigneuriale est abolie. Les titres de noblesse perdent de leur importance. L'administration est uniformisée sur le territoire. L'essor de la bourgeoisie se poursuit. De 1777 à 1801, profitant des problèmes que connaissent ses voisins européens, avec les Révolutions américaine puis française, et le début des guerres napoléoniennes, le pays connaît une période de prospérité économique grâce au commerce du sucre, du tabac et du coton.

#### Le Portugal et la Révolution française

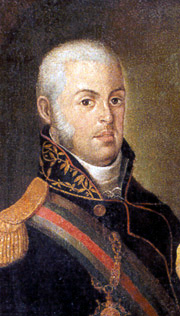
Le prince-régent Jean VI de Portugal.

Au moment où la Révolution française éclate, les idées critiques et réformistes des Lumières sont présentes depuis plus d'un siècle dans la société portugaise. Malgré la présence de ces éléments, la Révolution française constitue un choc pour la Couronne et la société portugaises, très attachées à l'idée d'ordre, d'absolutisme royal et surtout à la religion catholique. Les évènements violents en France, puis les invasions napoléoniennes, provoquent une contre-réaction conservatrice antifrançaise de la part du régime relativement libéral de Jean VI. À partir de la prise de la Bastille et de l'abolition des privilèges le 4 août 1789, les dirigeants portugais menacés dans leurs privilèges parlent avec mépris des afrancesados, les « Francisés », pour désigner les élites portugaises partisanes du mouvement révolutionnaire initié en France.
Dans les temps qui suivent la Révolution française, la monarchie réagit pour lutter contre le danger que représente la propagation des idées de la Révolution : contrôle accentué par la police politique, censure, blocage aux frontières des ouvrages des philosophes français, persécution de Français, etc., tandis que le petit peuple, l'arraia, qui vit dans une situation de pauvreté et d’illettrisme, reste à l'écart de la politique et trouve dans l'émigration un levier pour s'élever socialement. L'exécution de Louis XVI en 1793 radicalise encore les positions. Tout au long des années 1790, les dirigeants portugais, absolutistes, restent des ennemis déterminés des Révolutionnaires français, opposés à toute idée de changement politique radical contraire à leurs intérêts.
Déterminé à lutter contre toute velléité de révolution intérieure, et fidèle à la vieille Alliance anglo-portugaise, l’État portugais décide de prendre part au conflit qui oppose l'Europe à la France. Indignés par l'exécution de Louis XVI (21 janvier 1793), dès le mois de mars 1793, les dirigeants portugais s'allient militairement à l'Espagne et à l'Angleterre, et s'associent à la Première Coalition (1792-1797). Tout en maintenant une neutralité de façade, le Portugal signe le 15 juillet 1793 une convention avec l'Espagne, qui définit les modalités de son engagement. Le pays s'engage à soutenir l'armée espagnole en Catalogne avec une division renforcée composée de six régiments d'infanterie, correspondant au quart de toute l'infanterie portugaise de l'époque, et avec des pièces d'artillerie. Après trois mois de recrutement, de réorganisation des troupes et de préparation du matériel, le 18 septembre 1793, le corps auxiliaire portugais part pour la Catalogne, où il arrive le 9 novembre. En s'engageant militairement contre la France révolutionnaire, le Portugal participe à lancer les évènements qui aboutissent huit ans plus tard à la guerre des Oranges, puis à la Guerre péninsulaire au Portugal.

## Principales figures des Lumières portugaises
- Duarte Ribeiro de Macedo (pt) (1618-1680), jurisconsul, diplomate et économiste, précurseur des Physiocrates
- José da Cunha Brochado (1651-1733), intellectuel, homme d’État et diplomate
- Martinho de Mendonça de Pina e de Proença (pt) (1693-1743), homme d’État, pédagogue et historiographe minier
- Matias Aires Ramos da Silva Eça (1705-1763), érudit, penseur, écrivain et haut fonctionnaire
- Manuel da Costa (1601-1667), père jésuite, écrivain polémiste
- Antonio Vieira (1608-1697), père jésuite, diplomate, polémiste et moraliste
- António Cordeiro (1641-1722), père jésuite, professeur de philosophie et de théologie, scientifique spécialisé dans l'étude de l'Atlantique, auteur d'un projet de gouvernement autonome pour l'archipel des Açores
- Bartolomeu Lourenço de Gusmão (1685-1724), inventeur portugais, considéré comme le «Père de l'aérostation».
- Manuel de Azevedo Fortes (pt) (1660-1748), ingénieur militaire et philosophe
- Luís da Cunha (pt) (1662-1749), ministre plénipotentiaire, diplomate et intellectuel, militant contre l'Inquisition
- Alexandre de Gusmão (pt) (1695-1753), homme d’État et diplomate, militant pour l'égalité des races
- Luís António Verney (pt) (1713-1792), penseur, essayiste et pédagogue
- Antonio Nunes Ribeiro Sanches (1699-1783), philosophe, médecin et pédagogue
- Francisco Xavier de Oliveira (pt) (1702-1783), penseur, écrivain, journaliste et polémiste
- Jacob de Castro Sarmento (pt) (1702-1783), médecin, pionnier dans l'introduction des théories d'Isaac Newton
- Sebastião José de Carvalho e Melo, comte d'Oeiras et marquis de Pombal (1699-1782), Premier Ministre, despote éclairé
- João de Loureiro (1717-1791), paléontologue, mathématicien, médecin et botaniste, spécialiste de la flore asiatique
- José Anastácio da Cunha (1744-1787), militaire et mathématicien, essentiellement connu pour ses travaux précurseurs dans les domaines de la théorie des équations, l'analyse algébrique, la trigonométrie plane et sphérique, la géométrie analytique et le calcul différentiel
- José Correia da Serra (1750-1823), polymathe reconnu, philosophe, diplomate, homme politique, scientifique, botaniste et géologue
- José Custódio de Faria (1756-1819), révolutionnaire portugais en 1787 à Goa, commandant d'une section parisienne pendant la Révolution française en 1795, magnétiseur, scientifique et professeur de philosophie, précurseur dans le domaine de l'hypnose
- Manuel Maria Barbosa du Bocage (1765-1805), officier, poète et libertin
- Felix de Avelar Brotero (1744-1828), botaniste
- José Agostinho de Macedo (1761-1831), prêtre, poète, philosophe, essayiste, homme de presse et écrivain
- Bernardino António Gomes (pt) (1768-1823), médecin, scientifique, chimiste et botaniste, premier scientifique à isoler chimiquement en 1812 la cinchonina, précurseur avec son essai dermosográfico de la dermatologie au Portugal

## Citations
- « Les hommes naissent tous libres et sont tous également nobles. [...] La véritable noblesse des hommes est fondée sur leur mérite. » (Verdadeiro Método de Estudar, Luís António Verney, 1746.)
- « La Philosophie, c'est connaître les choses par leur causes, ou connaître la vraie cause des choses. [...] C'est la connaissance des choses qu'il y a dans ce monde, et de nos mêmes actions et mode de les régler pour parvenir à leur fin. » (Idem, Luís António Verney.)
- « Voilà le système moderne : n'avoir pas de système. » (Idem, Luís António Verney.)
- « Les charges, les qualifications et l'argent trouvent partout la même reconnaissance. » (Idem, Luís António Verney.)
- « Tout connaissance trouve son origine dans l'expérience. » (Idem, Luís António Verney.)
- « Le Monde est la patrie universelle de tous les hommes. L'exil n'est jamais qu'un passage d'une province vers une autre. » (Cartas Familiares, Francisco Xavier de Oliveira.)
- « L'argent dans les royaumes a la même qualité que le sang dans le corps, celle d'alimenter toutes ses parties ; et pour l'alimenter, il faut qu'il soit en perpétuelle circulation, de sorte qu'il ne s'arrête si ce n'est pas la ruine entière du corps. C'est cela même que fait l'argent : il fait que les mains des pauvres soient délivrées de la nécessité, que les mains des riches soient délivrées de l'appétit et de la vanité. » (Duarte Ribeiro de Macedo.)
- « Dieu n'a pas mis les sceptres entre les mains des rois pour qu'ils se reposent, mais pour qu'ils travaillent au bon gouvernement de leurs royaumes. » (Testamento politico, Luís da Cunha.)
- « Il n'y a rien qui soit à l'abri de révolutions et d'altérations dans le Monde. Le mouvement, dont dépend l'existence des choses, est aussi le principe de leur fin. » (Reflexões sobre a Vaidade, Matias Aires Ramos da Silva Eça.)
- « Dieu ne se réjouit plus des Holocaustes. » (Idem, Matias Aires Ramos da Silva Eça.)
- « Il n'y a pas de fers pour la raison et le cœur qui, même soumis à la violence et la tyrannie, sont inatteignables et libres. » (Idem, Matias Aires Ramos da Silva Eça.)
- « Ce qui a été juré sous la peur n'oblige point. » (Idem, Matias Aires Ramos da Silva Eça.)
- « Il y a des vices nécessaires à certains hommes, tout comme il y a des vertus impropres à d'autres. » (Idem, Matias Aires Ramos da Silva Eça.)
- « Ce que la science nous amène, c'est de savoir nous tromper avec méthode. » (Idem, Matias Aires Ramos da Silva Eça.)
- « Il est des vérités que les hommes ne peuvent atteindre si ce n'est pas le chemin de l'erreur. » (Idem, Matias Aires Ramos da Silva Eça.)